# Praga V3S
Praga V3S (vojenský třítunový speciál, hovorově vétřieska nebo vejtra, popř. vejtřaska, vétřaska) je třínápravový terénní nákladní automobil s pohonem všech kol (znak náprav 6×6). Vůz vznikl dle zadání a požadavků Československé armády na standardní střední terénní nákladní automobil. Vyznačuje se žebřinovým rámem, tuhými portálovými nápravami a vzduchem chlazeným motorem konstrukce Tatra. Praga V3S je nejdéle vyráběným československým nákladním automobilem a jedním z nejpočetnějších. První prototyp byl zhotoven roku 1952, v roce 1953 začala sériová výroba, která s přestávkami trvala až do roku 1990. Finální produkce probíhala nejprve ve vysočanském podniku Praga, následně se přesunula do letňanské Avie, dále do opravárenského závodu ve Vinoři a ke konci výroby do Bratislavských automobilových závodů. Během 80. let vstoupily do výroby modernizované verze M1 a M2. Celková produkce se odhaduje na přibližně 130 000 vozů. Praga V3S tvořila základ vozového parku poválečné československé a poté české armády i slovenské armády, kde sloužila v desítkách modifikací a teprve v prvním desetiletí 21. století začala být nahrazována v Česku Tatrou 810, na Slovensku AKTISem. Velké množství vozů Praga V3S sloužilo a dosud slouží v civilní sféře. Z typu V3S byla odvozena civilní verze Praga S5T, lišící se především dvounápravovým podvozkem s jedinou poháněnou nápravou. Vozy Praga V3S byly také exportovány, zejména do tzv. socialistických států.

## Vývoj a výroba

### Poválečná situace a předchůdci Pragy V3S
Po skončení druhé světové války disponovala obnovená Československá armáda značně neuspokojivým automobilním parkem. Oproti tabulkovým počtům měla jen polovinu vozidel, kromě toho byla řada z nich ve špatném technickém stavu. Logistiku a údržbu znesnadňovala velká typová roztříštěnost – armáda provozovala vozy předválečné, kořistní, převzaté z výzbroje zahraničních jednotek nebo dodané v rámci poválečné pomoci (UNRRA). V rámci doplnění stavů a unifikace dostávala během 2. poloviny 40. let nové nákladní vozy domácí provenience - Praga RN a Praga A 150. To však byly v zásadě civilní typy s nevyhovujícími terénními vlastnostmi.
Roku 1947 vydal generální štáb Československé armády požadavky na nové typy vozidel, které měly nahradit nevyhovující a různorodý vozový park armády. Základem se měl stát střední terénní nákladní automobil o nosnosti 3 tuny v terénu a 5 tun na silnici. Podmínkou bylo použití žebřinového rámu s tuhými nápravami a vzduchem chlazeného motoru. Projekty založené na využití komponent západních vozů (Ford CMP) se po únoru 1948 ukázaly jako politicky a ekonomicky neprůchodné. Návrh nového vozu označeného V3T dostal za úkol Autovývoj Mladá Boleslav, přitom se mělo vycházet z vyvíjeného civilního typu Praga N5T. Na výrobě se měly podílet všechny hlavní automobilky, začleněné do trustu Československých závodů automobilových a leteckých, n. p. (ČZAL). Tlak armády a ministerstev na co nejrychlejší uvedení dvounápravového vozu V3T a odvozeného třínápravového V4,5T do výroby vedl k uspěchanému vývoji a řadě problémů s prototypy.

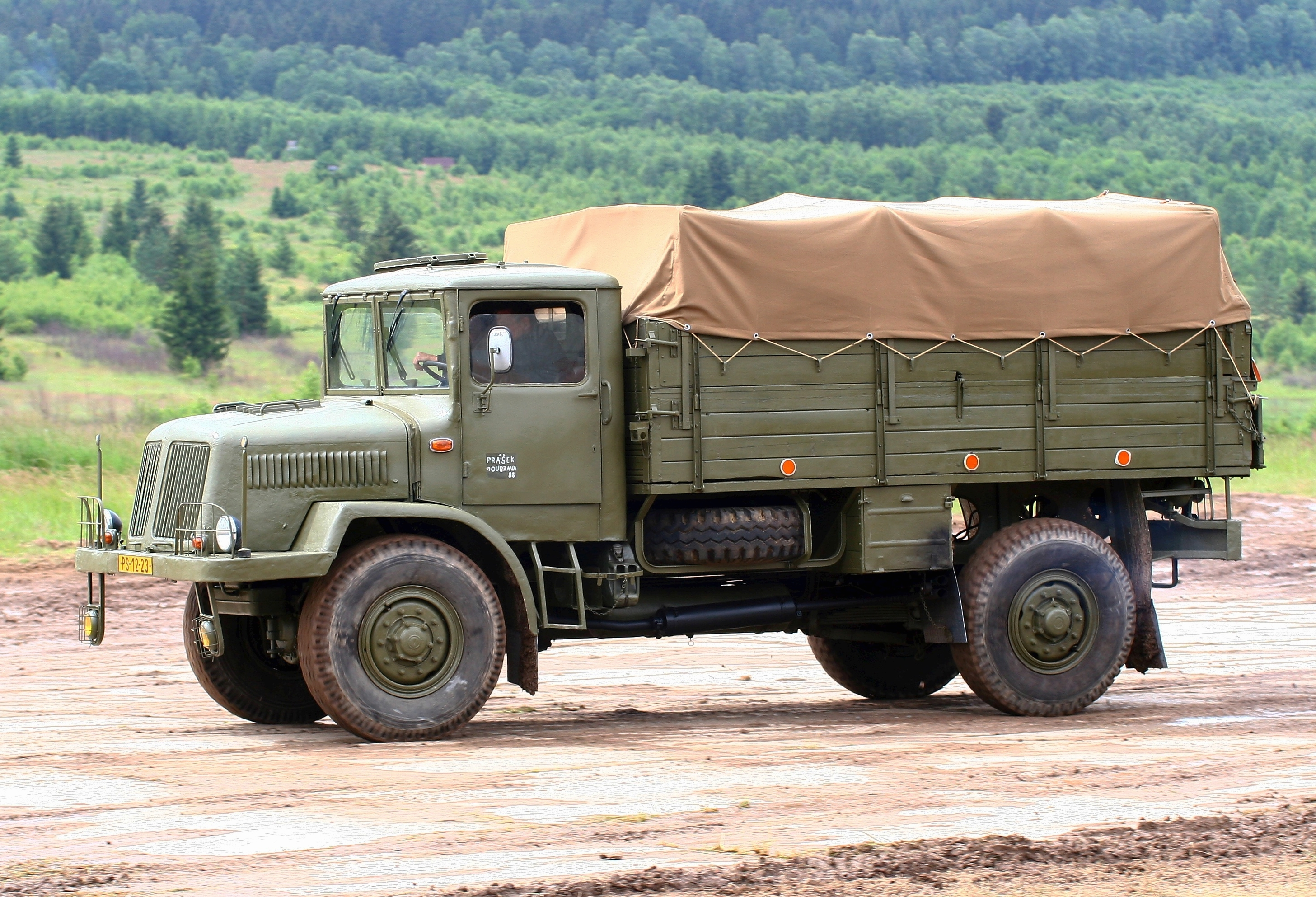
Tatra 128, navržená pro úlohu standardního středního terénního nákladního vozu čs. armády

Vůz se měl podle rámcového plánu začít vyrábět koncem léta 1950, tento termín však nebylo možné splnit. Finální montáž měla zajišťovat Auto-Praga, n. p., ministerské orgány však rozhodly o přesunu výroby do Tatry Kopřivnice. Vedení Tatry se postavilo tomuto rozhodnutí na odpor a její konstruktéři během velmi krátké doby navrhli vlastní vůz s označením Tatra 128, využívající mnoha celků vyráběné desetituny Tatra 111. Koncem února 1951 podstoupila Tatra 128 srovnávací zkoušky s prototypem V3T, z nichž vyšla vítězně. Její koncepce a hmotnost však nesplňovaly armádní zadání, ukázaly se také slabiny vozu. Protože však produkce Tatry 128 mohla začít rychle, byla schválena k výrobě a objednána ministerstvem národní obrany (MNO) jako prozatímní řešení, než bude k dispozici definitivní typ. Během let 1951–1952 vzniklo 4062 vozů.

### Vývoj vozu V3S
Koncem června 1951 proběhla ve Státním úřadu plánovacím porada ohledně řešení problému třítunového terénního automobilu pro armádu. Vojenský technický ústav (VTÚ) dostal za úkol do července vydat specifikace pro vývoj nového domácího vozu. Požadavek na vývoj vydal generální štáb 28. srpna 1951 a 31. srpna vydal VTÚ soubor technických podmínek, které měl nový terénní nákladní vůz 6×6 splňovat. Mezi nejdůležitější patřily: využití zkušeností a řešení osvědčených terénních vozů, přizpůsobení konstrukčních řešení sovětskému typu ZiS-151, maximální hmotnost do 5500 kg, užitečné zatížení 3000 kg v terénu a 5000 kg na silnici, ložná plocha zatíženého vozu ne výše než 1150 mm, nejvyšší rychlost 65 km/h, třínápravový podvozek s dvojmontáží kol na zadních nápravách, světlá výška 550 mm, vznětový vzduchem chlazený motor Tatra o hmotnosti nejvýše 570 kg, čtyřrychlostní převodovka, vzduchotlakové brzdy. Mezi požadavky je také uváděna minimální bořivost a maximální průchodivost terénem, nebo minimální rychlost 4 km/h při nejvyšších otáčkách motoru. Podmínky byly vypracovány na základě zkušeností Sovětské armády a zkušeností se staršími československými i trofejními typy vojenských automobilů.

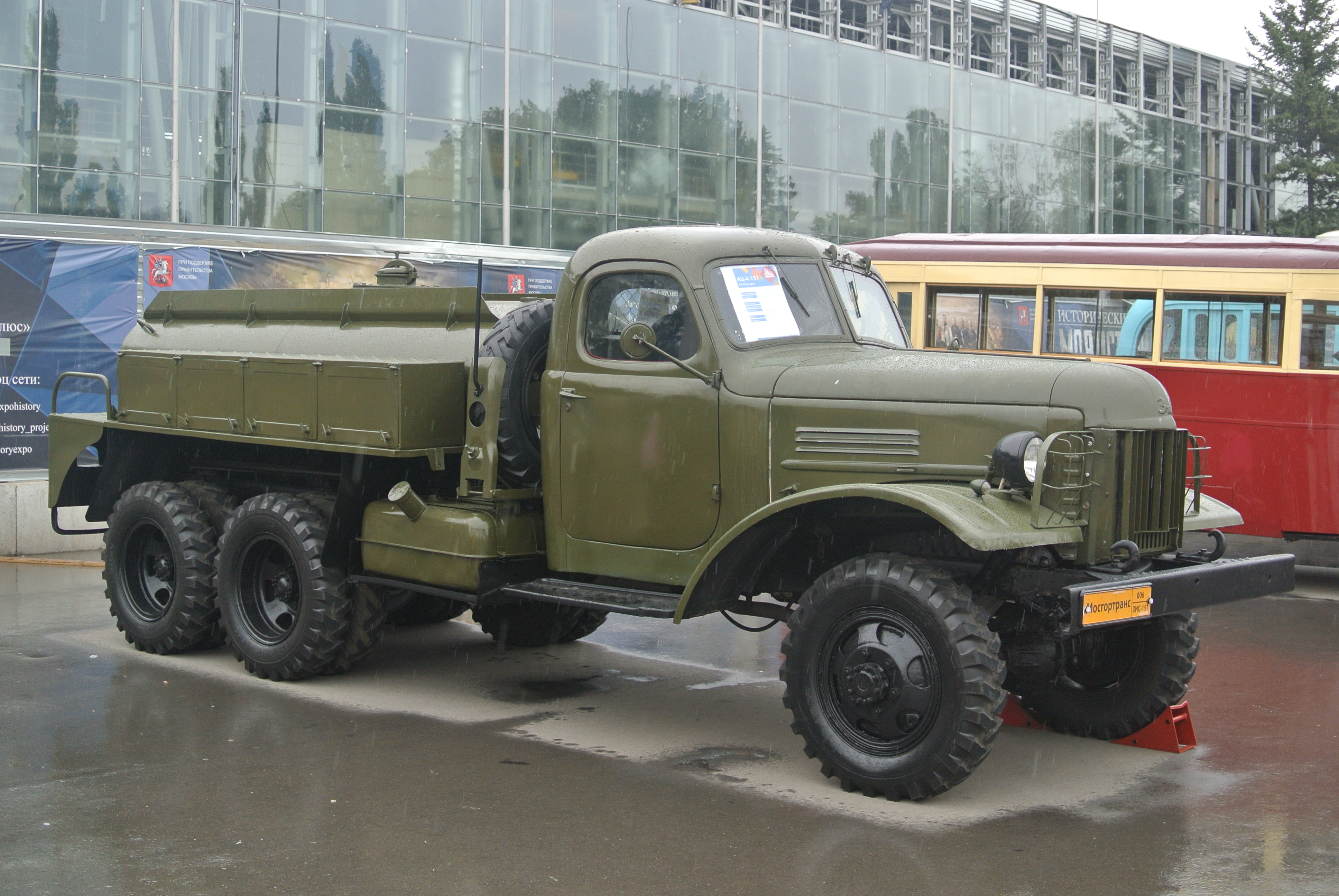
Sovětský ZiS-151, jeden z ideových vzorů připravovaného typu V3S

Za účelem vývoje a stavby prototypu vozu V3S vzniklo nařízením ředitele Československých závodů na výrobu vozidel (ČZVV) konstrukční středisko v libeňském závodu Auto Praga n. p. Vedoucím konstruktérem byl jmenován ing. Jan Lanc, šéfkonstruktér Pragy. V řadách vývojového týmu působili také konstruktéři z AZNP Mladá Boleslav, kteří přinesli zkušenosti získané na prototypech V3T a V4,5T. Středisko zahájilo činnost 3. září 1951. Vzhledem k nedostatku pracovníků a velkému časovému tlaku museli konstruktéři pracovat v rámci přesčasů i o víkendech. Konstruktéři při návrhu uplatnili poznatky a technická řešení z podobných zahraničních i domácích vozů. Kvůli unifikaci i zrychlení vývoje mimo jiné použili upravenou kabinu vozu Tatra 805. Jako pohonná jednotka měl sloužit vyvíjený motor Tatra 908, vzduchem chlazený řadový pětiválec zdvihového objemu 6,2 l, s předpokládaným výkonem 100 k.
Požadavky specifikované v zadání vymezily koncepční řešení vozu V3S. Požadavek vysoké průchodivosti a nízké ložné plochy si vynutil použití náprav s čelním převodem (portálových náprav). Minimální bořivost vyžadovala co největší odlehčení přední nápravy a tím umístění motoru co nejvíce vzad, až do kabiny řidiče. Nevýhodou bylo zhoršení přístupnosti k motoru, vysoký hluk v kabině a zhoršená ovladatelnost při přetížení vozu. Požadavek na nízkou hmotnost motoru a jeho vzduchové chlazení způsobil, že výsledný motor postrádal výkonovou rezervu. Tyto vrozené nedostatky se pokusily částečně řešit teprve výrobní modernizace M1 a M2 v 80. letech.
Definitivní projekt terénního nákladního automobilu byl MNO předložen 20. září 1951. VTÚ poté projekt porovnával s vozem ZiS-151, tuzemský typ vycházel lépe ve většině porovnávaných taktickotechnických parametrů. Po zhodnocení projektu VTÚ a kladném stanovisku velitele Hlavní automobilní a traktorové správy byl projekt schválen k realizaci. Dne 27. září stanovilo Ministerstvo všeobecného strojírenství (MVS) subdodavatele pro výrobu prototypu, finálním výrobcem byl určen n. p. Auto Praga.. Po dohotovení prvního prototypu - zatím bez motoru - bylo 2. ledna 1952 konstrukční středisko v Libni rozpuštěno. Příprava motoru Tatra 908 se opožďovala, výrobce jej předal teprve 10. února a první funkční vzorek vozu V3S byl následně dokončen 20. února. Dne 26. února zahájil VTÚ přejímací, technické a taktické zkoušky. Ukázalo se, že motor T908 podává nižší než požadovaný výkon (pouze 90 k) a navíc během zkoušek došlo k prasknutí klikové skříně a praskání válců. Představitelé Pragy poté navrhli instalovat do prototypu a první série vlastní vodou chlazený šestiválec N5T. Armáda souhlasila s instalací motoru N5T do prvního prototypu, aby nedošlo k přerušení zkoušek, jeho montáž do sériových vozů však odmítla. Tatra se zavázala do července 1952 dodat nový motor T912.

### Zkoušky prototypů V3S

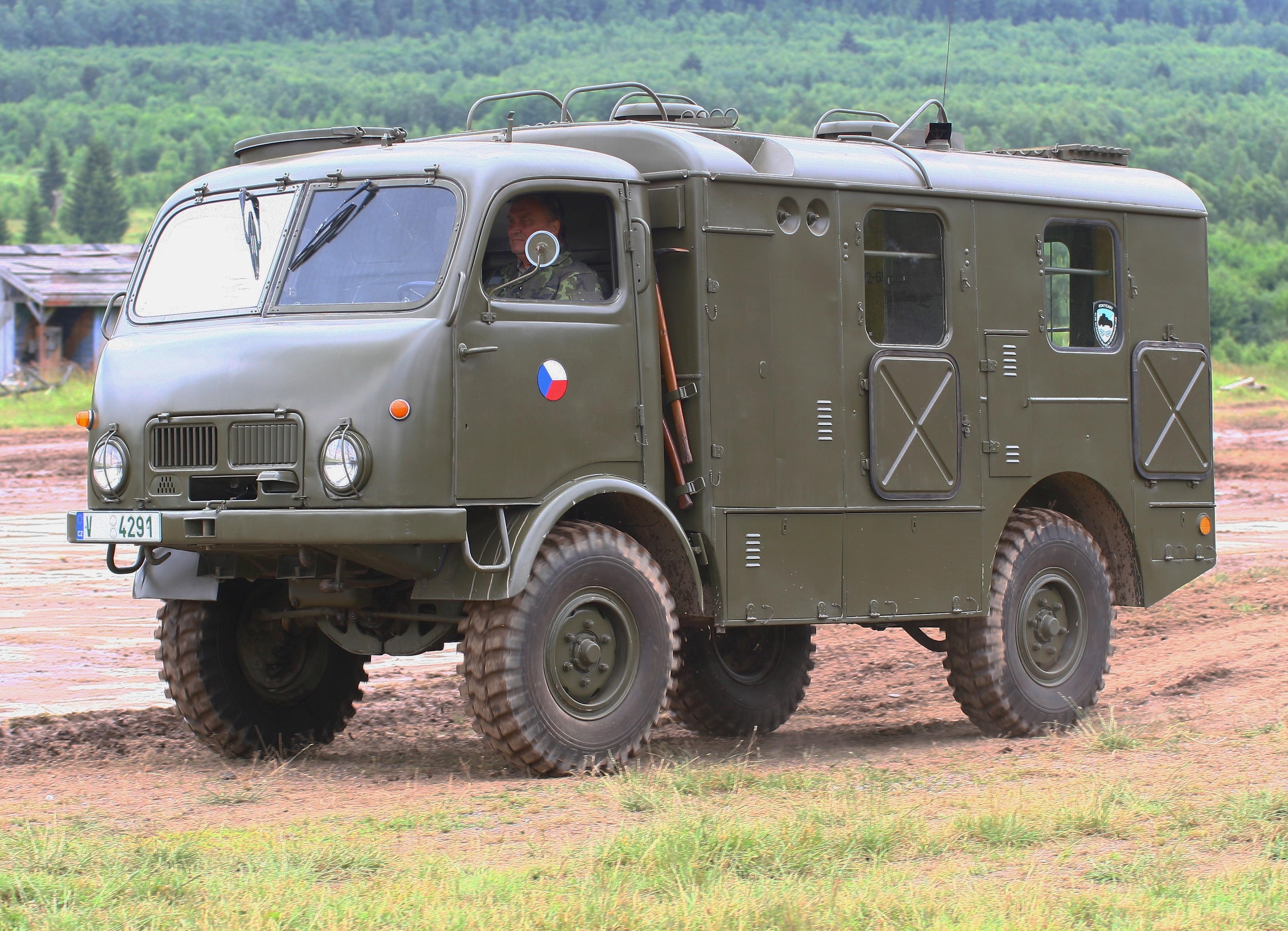
Lehký terénní vůz Tatra 805, ze kterého V3S převzala některá řešení a celky, především kabinu.

Dne 13. května 1952 vydal ministr národní obrany a  ministr všeobecného strojírenství rozkaz k provedení vojskových zkoušek s prototypem V3S. Zkoušky a jejich vyhodnocení dostala za úkol vládní komise sestávající ze zástupců MNO, MVS a výrobců Tatra Kopřivnice a Auto Praga. Zkoušky na 125 km dlouhém okruhu byly zahájeny dne 21. května, s druhým prototypem předaným o den dříve a vybaveným motorem T908. Ještě téhož večera se však vůz kvůli zkratu elektroinstalace vznítil a zcela shořel. Zkoušky pokračovaly s prvním prototypem, mj. byla prověřena možnost tažení 105mm a 122mm houfnic a 37mm protiletadlového kanónu. Dne 4. června 1952 armáda převzala 3. prototyp (také s motorem T908), na kterém se provedly některé úpravy, především doplnění uzávěrek diferenciálu zadních náprav, doplnění navijáku a přemístění palivových nádrží zpod sedadel na rám. Naopak akumulátor se přesunul pod sedadlo řidiče. Oba zbylé prototypy (1. a 3.) následně prošly novým kolem zatěžkávacích zkoušek, kdy se ověřovala i broditelnost a jízda v málo únosném terénu. Část zkoušek podstoupily prototypy spolu se srovnávacími vozy ZiS-151, Studebaker US6 a Tatra 128. Vůz V3S mezi nimi vynikal vysokou průjezdností, danou velkou světlou výškou a nízkým měrným tlakem, což také ocenila hodnotící zpráva komise. Armádou požadovanou broditelnost 2 m nebylo možné konstrukčně zajistit, požadavek byl koncem 50. let zmírněn na 0,8 m.
Kvůli malému nájezdu nešlo dostatečně zhodnotit životnost konstrukce a jejích celků, proto následovaly doplňkové terénní jízdy 3. prototypu na 10 000 km, konané na přelomu června a července 1952. Poté byl vůz rozebrán a vyhodnoceno opotřebení. Vůz vcelku vyhověl, nedostatečnou životnost vykázal rám, kabina a těsnění ložisek křížových kloubů hnacích hřídelí, dále startér a dynamo. Tyto problémy se měly řešit u dalších prototypů. Vládní komise vydala k vozu kladné stanovisko. Dne 12. července 1952 nařídil ministr všeobecného strojírenství přípravu zahájení sériové výroby. Návrh generálního štábu z 31. prosince 1952 určil vůz V3S jako jediný standardní terénní třítunový nákladní automobil. Valník měl sloužit pro dopravu osob, materiálu, tahání dělostřeleckého materiálu. Dále mělo vzniknout asi 52 modifikací pro nejrůznější vojenské účely. Rozkazem ministra národní obrany, generála Alexeje Čepičky z 29. března 1953 byl vůz zaveden do výzbroje pod označením Automobil nákladní terénní 3 t (V3S). Povolení sériové výroby dostalo MVS dne 2. dubna 1953.
Během roku 1953 vznikly další prototypy, již s novým motorem Tatra 912 a úpravami vyplývajícími z poznatků získaných během zkoušek. Motory se začaly vyrábět v AZKG, jeden byl odzkoušen na brzdě počátkem března 1954. Další zkoušky vozů, konané v květnu 1954, odhalily některé problémy, vyplývající především z nízké technologické kázně výrobce a subdodavatelů.
Během března až listopadu 1954 podstoupily dva vozy Praga V3S (spolu se 2 vozy Tatra 805) zkoušky v Sovětském svazu. Hodnotící komise ocenila koncepci vozu se vzduchem chlazeným motorem, hnací nápravy s redukcemi v kolech, uzávěrky diferenciálů. Spolehlivost a životnost však považovala za nedostatečnou a doporučila pokračovat v dalším vývoji vozu.

### Sériová výroba

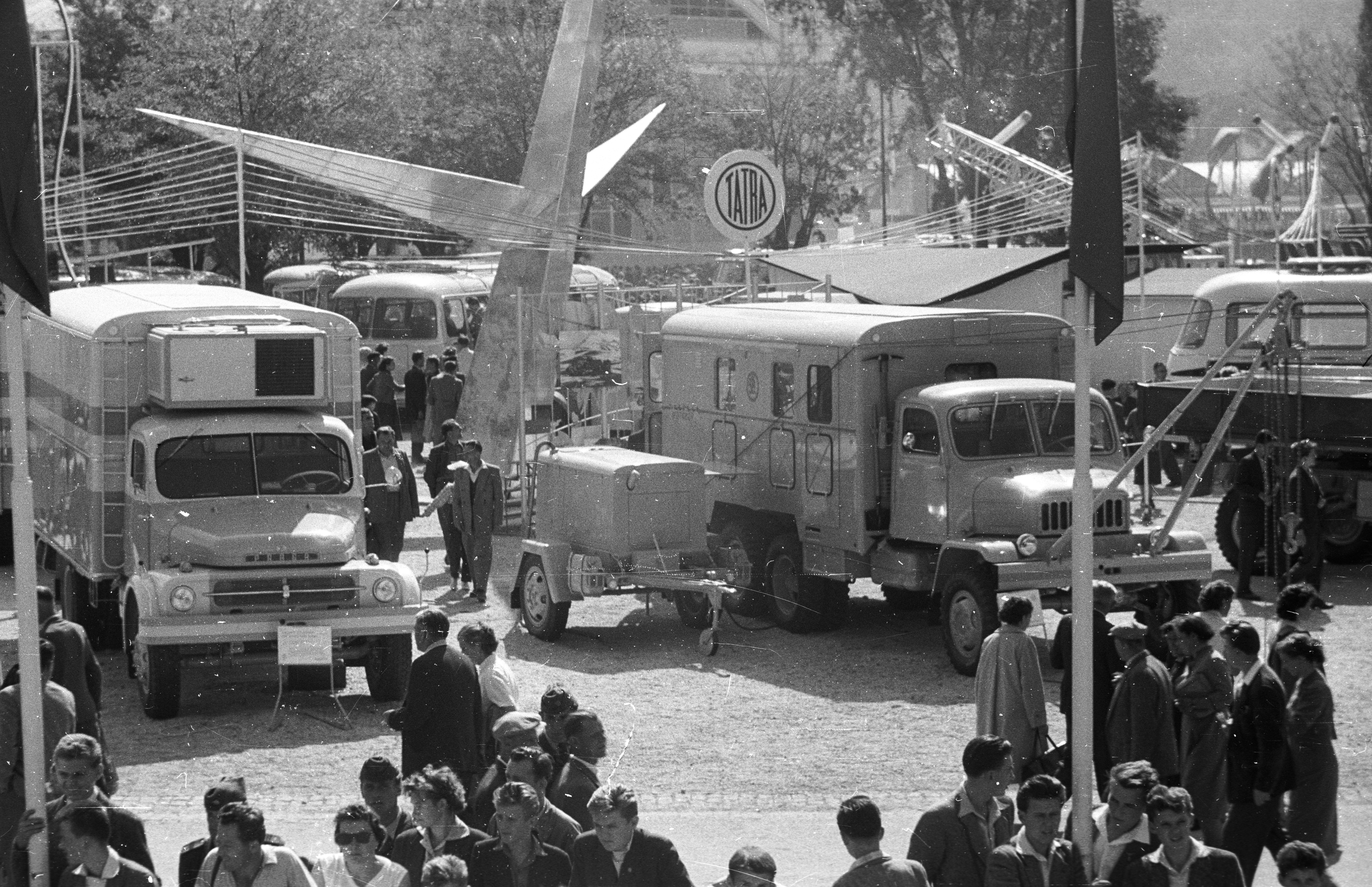
Vozy Praga S5T a V3S na Mezinárodním strojírenském veletrhu v Brně, 1959

Sériová výroba vozu oficiálně začala roku 1953, tento rok však vzniklo pouze 185 vozů. Skutečný rozběh sériové výroby přišel až roku 1954, údaje o počtu vyrobených vozů se však značně rozcházejí. Zařazování vozů k vojenským útvarům, kde je řídili vojáci základní služby, poskytlo možnost ověřit jejich vlastnosti a spolehlivost v reálných provozních podmínkách. Po cvičení ve VVP Doupov na podzim 1954 byla o vozu V3S sepsána hodnotící zpráva. Vyzdvihla správně nastavené taktickotechnické požadavky pro vývoj, čímž vzniklo vozidlo schopné úspěšně plnit dané úkoly. Mezi jeho nedostatky uváděla poruchy zapříčiněné nekvalitou výroby a (již tehdy) nízký měrný výkon vozu, což se projevovalo především při jízdě s těžším vlekem. V následujících letech prodělávaly vozy V3S další zkoušky a poznatky z nich se promítaly do úprav vyráběných vozů.
Počátkem roku 1956 požadovala vojenská správa pro pokrytí mírového stavu 7876 vozů V3S v provedení valník a dalších 2185 vozů V3S skříňových. Téhož roku probíhaly diskuze o potřebě motorizace armády pro případ válečného stavu, vyplynul z nich požadavek na dalších 28 800 vozů V3S. Z tohoto počtu mělo být 17 300 vozů V3S uloženo v armádních rezervách a zbytek sloužit v civilní sféře jako mobilizační rezerva. Tyto počty se časem dále navyšovaly, např. jako náhrada vyřazovaného typu Tatra 805 a středních obrněných transportérů původem z 2. světové války.
Od počátku 60. let začal přesun výroby vozů V3S do podniku Avia v Letňanech (tehdy n. p. Avia, závod Jiřího Dimitrova, Letňany). Produkce v AZKG skončila v červnu 1964, nadále se zde však vyráběly některé součásti, např. převodovky. Od června 1968 začala montáž podvozků v podniku Opravy zemědělských strojů, n. p. Vinoř. Později zde začali zhotovovat také kabiny a další části. Výroba některých komponentů zůstala v Avii. Produkce ve Vinoři a v Avii skončila teprve roku 1988. Ve Vinoři do té doby vzniklo asi 60 000 vozů V3S.
Další a poslední změna výrobce nastala v 80. letech. Výnos vlády ČSSR č. 228 z roku 1982 nařídil přesun produkce vozů V3S do Bratislavských automobilových závodů, tento záměr však byl realizován pomalu a postupně. Produkce V3S v BAZu se rozbíhala v první polovině 80. let, počínaje kooperací na výrobě komponent. Od roku 1986 zde montovali celé vozy, kompletní výroba začala teprve ve druhé polovině roku 1989. Již následujícího roku 1990 však sériová výroba vozů V3S skončila. Třicet sedm let trvající produkce dala vzniknout přibližně 130 000 vozům. Praga V3S je tak nejdéle vyráběným československým nákladním automobilem.

## Modernizace

### Výrobní modernizace
Během trvání výroby podstoupily vozy V3S řady menších úprav, zaměřených především na zvýšení jeho spolehlivosti. Praga V3S postupem času technicky zastarávala, řada nedostatků byla patrná již brzy po zahájení výroby. Od poloviny 60. let byla vyvíjena její náhrada, třínápravový terénní automobil Avia S 430. Ten však nesplňoval zcela představy ČSLA a z různých důvodů, mimo jiné kvůli nedostatečným výrobním kapacitám, se do výroby nedostal.
Zásadní změny vétřiesky přišly až v 80. letech. Roku 1980 začaly práce na rozsáhlejší modernizaci vozu Praga V3S, která proběhla ve dvou fázích, označovaných M1 a M2. Ačkoliv verze M2 nahrazovala variantu M1, kvůli omezeným možnostem domácího průmyslu probíhala jejich výroba několik let souběžně. Výroba vozů první modernizované verze M1 probíhala v letech 1983–1987. Výroba navazující verze M2 probíhala v letech 1984–1990, tedy až do ukončení produkce vozů V3S.

#### Praga V3S M1

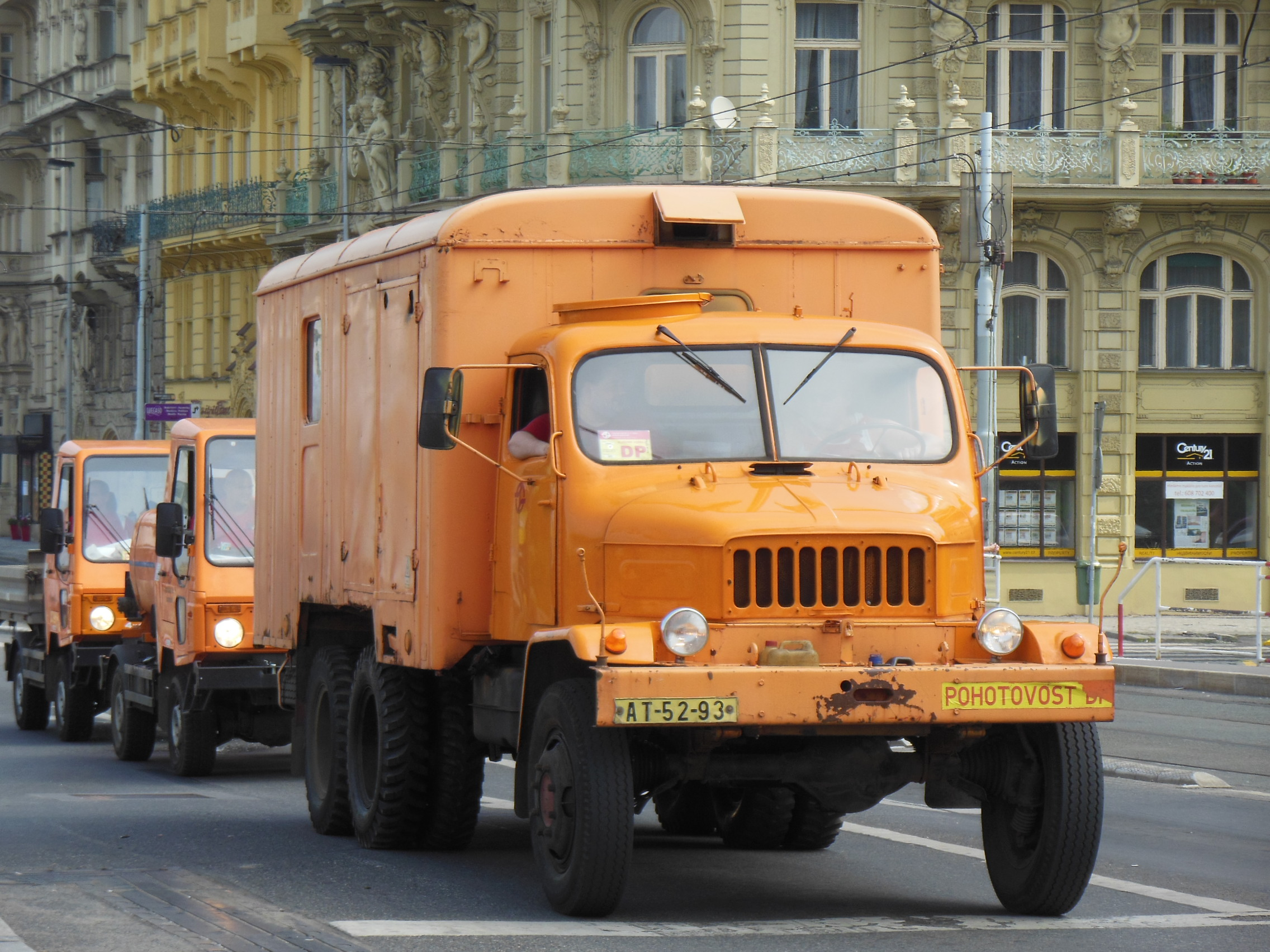
Vnějším znakem varianty M1 jsou neotvíratelná čelní okna, ostřikovače skel a obrysky na nárazníku

Modernizace Praga V3S M1 (v literatuře také označovaná Praga V3S-1) se zaměřila na zlepšení technických výkonových a jízdních vlastností vozu.
Jednou ze slabin původního vozu V3S byl nevýkonný motor Tatra 912. Protože neexistovala vhodná náhrada této pohonné jednotky, došlo k její modernizaci po vzoru vývojových verzí motoru vozu Praga S5T. Upravený motor označovaný Tatra 912-4 měl zvětšené vrtání válců (ze 110 na 115 mm), čímž došlo ke zvýšení zdvihového objemu na 8102 cm³. Motor dostal nový čistič paliva i vzduchu, odstředivý čistič oleje a další vylepšení. Výkon upraveného motoru vzrostl na 88 kW (120 k) při nezměněných otáčkách 2100 ot/min. a točivý moment na 452 Nm. U hlavní i přídavné převodovky se změnily převodové poměry silničního režimu. Díky těmto úpravám vzrostla maximální povolená rychlost na 75 km/h. Spojka dostala hydraulické ovládání a vzduchový posilovač. Ke snížení hlučnosti vozu přispěl nový zdvojený tlumič výfuku. Tlakovzdušný systém byl rozšířen o dva vývody. Elektrickou soustavu posílily kapacitnější akumulátory. Tyto úpravy přinesly zvýšení pohotovostní i užitečné hmotnosti vozu.
Zvnějšku se vůz příliš nezměnil. Kvůli problémům se zatékáním došlo k nahrazení výklopných čelních oken kabiny za pevné zasklení, které bylo také výrobně jednodušší. Pneumatické stěrače byly nahrazeny elektrickými, se samostatnými motorky. Přibyl také ostřikovač čelního okna. Na přední nárazník se začaly montovat tyčové obrysky.

#### Praga V3S M2

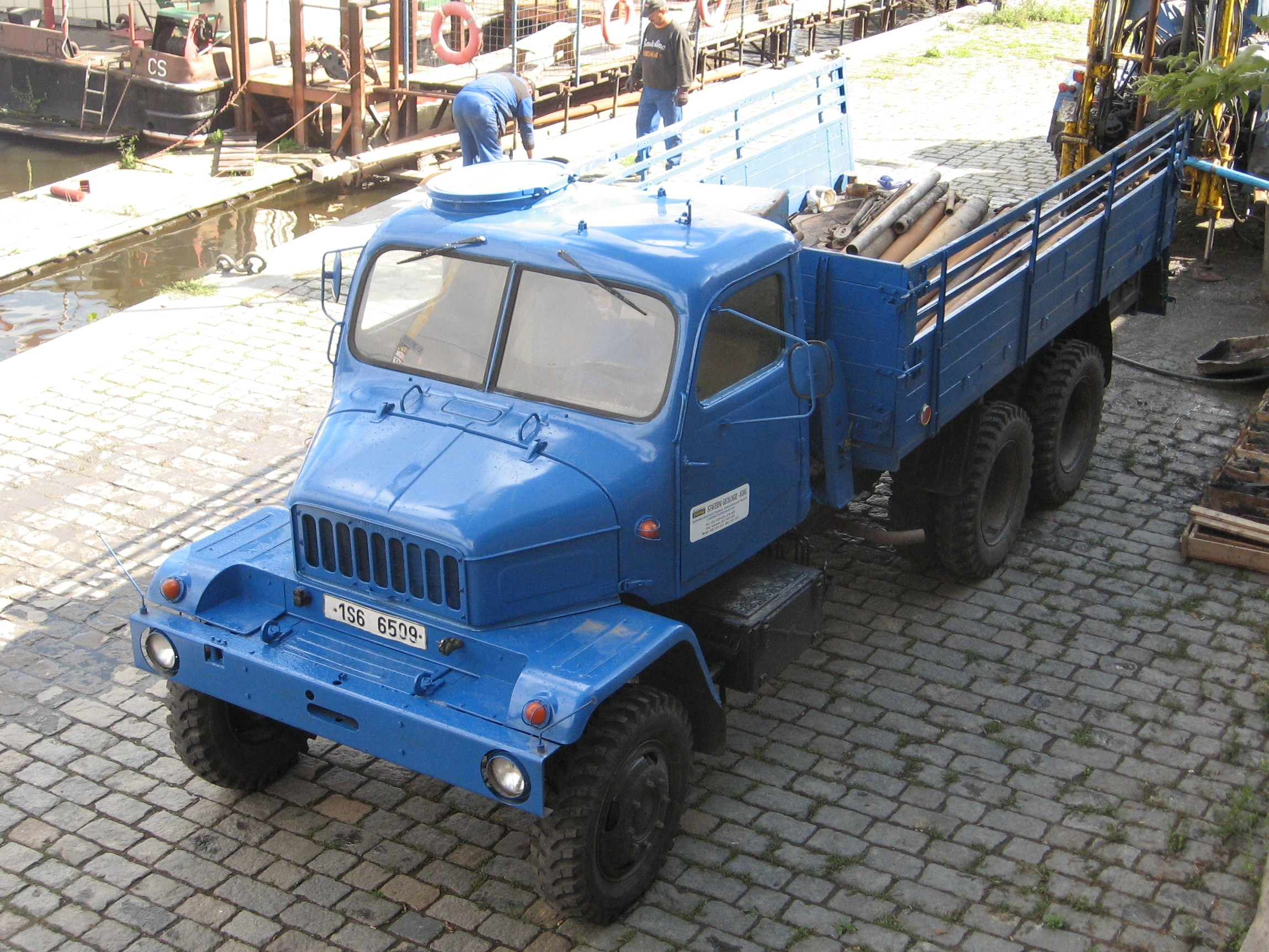
Nejnápadnějším znakem verze M2 jsou přední světlomety v nárazníku a rozměrná skříň na akumulátory

Verze Praga V3S M2 (v literatuře také označovaná Praga V3S-2) zahrnovala všechny úpravy obsažené v předchozí verzi M1 a dále se zaměřila především na zlepšení nevyhovujícího komfortu řidiče a modernizaci interiéru a exteriéru.
Významným vylepšením se stalo zavedení dvouokruhových vzduchových brzd, zapojených na čtyřokruhový vzduchotlakový systém. Kromě brzd napájel i přípojku přívěsu a také nové stavitelné a vzduchem odpružené sedadlo řidiče. Akumulátory se kvůli rozměrné konstrukci sedadla řidiče přesunuly do skříně pod levou stranou budky. Původní dynamo nahradil alternátor, elektrická soustava přešla z napětí 12 V na 24 V. Na přední nápravě došlo k nahrazení pákových tlumičů za teleskopické. Vůz dostal upravený motor T912-5, umožňující provoz na náhradní paliva. Jeho technické a výkonové charakteristiky se prakticky nelišily od předchozího typu T912-4. Modernizací prošel interiér kabiny, kryt motoru dostal lepší izolaci. Místo dvou náhradních kol (umístěných na zadním čele kabiny) se začalo montovat pouze jedno, volný prostor byl využit pro skříň na nářadí.
Vizuálně nejnápadnější změnou exteriéru se stalo přesunutí hlavních světlometů do průřezů v předním nárazníku. Přibyl také další pár směrovek, montovaných na boky kabiny. Kromě toho vůz prošel dalšími úpravami, které mimo jiné přinesly zvýšení broditelnosti, lepší ochranu proti účinkům ZHN atd. Všechny tyto změny měly za následek nárůst pohotovostní hmotnosti, což se odrazilo na mírném snížení výkonů.

### Nevýrobní modernizace
I po skončení výroby zůstávaly vozy V3S široce rozšířené jak v armádě, tak mezi civilními uživateli. Některé firmy začaly nabízet modernizační programy vozů V3S, zaměřené především na zlepšení hospodárnosti a komfortu. Modernizace zpravidla probíhaly v rámci generálních oprav vozů.

#### P-V3S M6

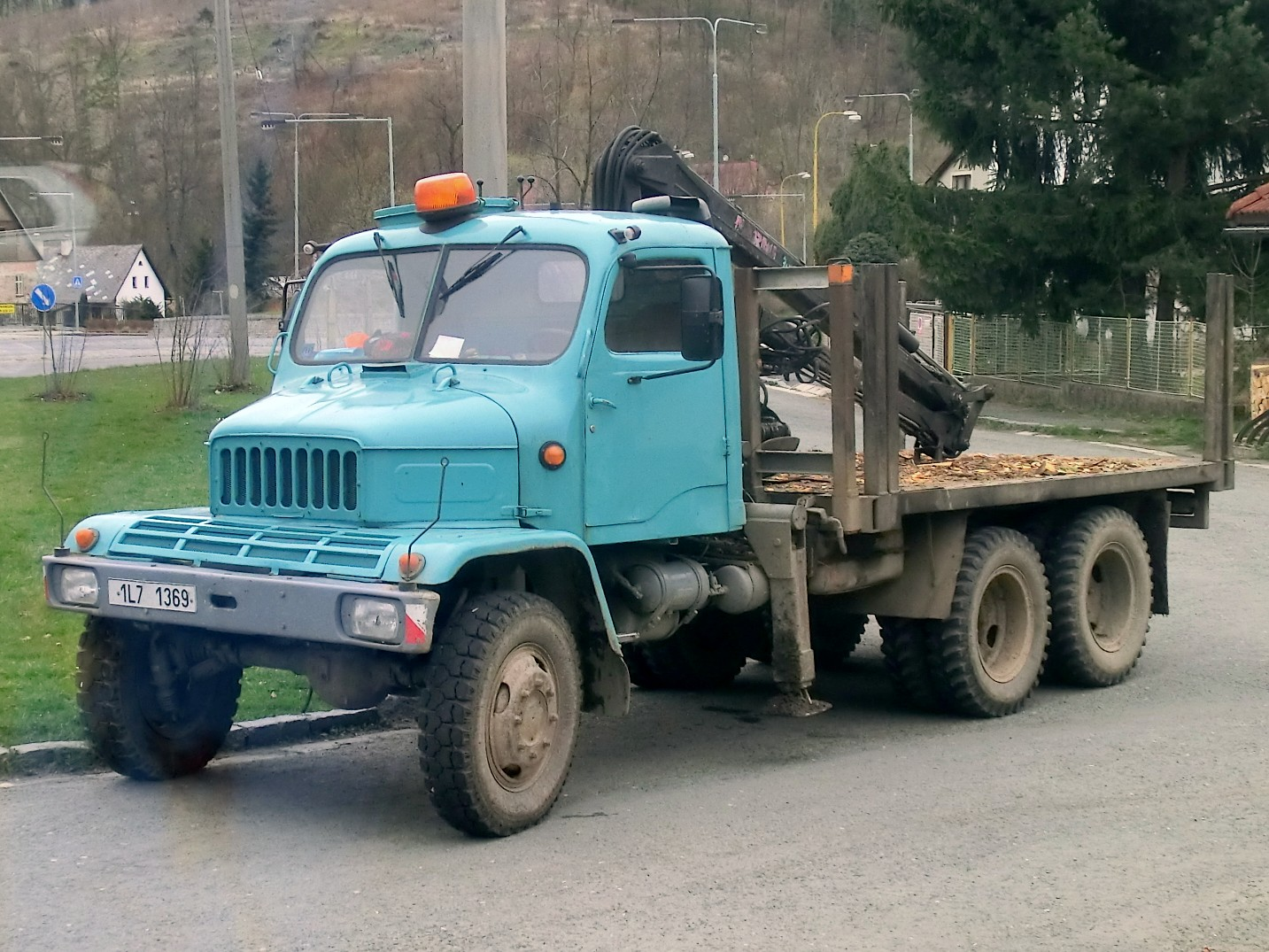
Vizuálním znakem P-V3S M6 je rozměrný mřížovaný kryt mezi blatníky.

Vojenský opravárenský podnik 081 Přelouč, s.p. začal v polovině 90. let nabízet modernizaci označenou P-V3S M6. Hlavní odlišností bylo použití vodou chlazených čtyřválcových motorů Daewoo Avia, plnících emisní normy Euro I a II. Používaly se typy D 407.02 (Euro I) nebo D 421.76 (Euro II), oba se shodným výkonem 76 kW (103 k). V nabídce se nacházely také výkonnější motory D 421.85 a D 421.90 o výkonu 85 kW resp. 95 kW, oba splňující normu Euro II. Motor D 421.90 však zřejmě nebyl nikdy montován. Všechny uvedené pohonné jednotky měly stejný zdvihový objem 3596 cm³. Původní čtyřstupňovou převodovku nahradila nová pětistupňová typu Praga 5P20M. Vůz dostal hydraulické servořízení s mechanickým posilovačem, ovládání spojky se změnilo na mechanické s pružinovým posilovačem. Kabina dostala teplovodní vytápění (díky použití vodou chlazeného motoru). Menší motor umožnil zmenšení motorového krytu a instalaci třetí sedačky mezi řidiče a spolujezdce. Změny a úpravy doznala kabina a ovládací prvky. Na přání se nabízela uzávěrka diferenciálu přední nápravy. Hlavní vizuální změnou exteriéru se stal nový rozměrný kryt přívodu vzduchu umístěný mezi blatníky. Přední světlomety se nacházely v nárazníku, podobně jako u varianty M2. Instalovaly se buď oválné, nebo na přání kulaté, s možností seřizování z místa řidiče.
Díky použití lehčího motoru a dalším úpravám klesla pohotovostní hmotnost vozu, naopak vzrostla povolená hmotnost přívěsu. Užitečná hmotnost zůstala stejná. Nejvyšší rychlost stoupla na 80 km/h. Modernizované vozy P-V3S M6 se přestavovaly ze starších typů V3S nebo V3S M1. Modernější typ M2 zřejmě k přestavbám použit nebyl.
Naprostou většinu vyrobených vozů P-V3S M6 zakoupili civilní zákazníci, AČR odebrala pouze několik kusů.

#### P-V3S M6T
P-V3S M6T, někdy označovaná PV3S M8, byla variantou typu M6, opatřenou trambusovou kabinou z vozů Avia. Tato modifikace vznikla z důvodu snahy o standardizaci výrobního programu VOP 081 Přelouč (stavěl také verze vozů Avia s pohonem všech kol, využívající nápravy z vozu V3S) a také kvůli dočasnému výpadku produkce původních kapotových kabin V3S. Nabízela se také prodloužená kabina s druhou řadou sedadel. Nabídka pohonných jednotek se shodovala s typem M6, kromě nejstaršího motoru D 407.02. Oproti typu M6 dále klesla pohotovostní hmotnost. Také tyto vozy kupovali téměř výhradně civilní zákazníci. Česká armáda zkoušela několik vozů jako nosiče kontejnerů.

#### Praga V3S z AOV Benešov
Podnik AOV Benešov od roku 2001 nabízel generální rekonstrukce vozů V3S s instalací nového motoru Detroit Diesel HR 694 HT3, licenčně vyráběného italskou firmou VM Motori. Je to vodou chlazený, přeplňovaný řadový šestiválec zdvihového objemu 4164 cm³. Dosahuje nejvyšší výkon 100 kW (136 k) a plní normu Euro III. Vůz kromě toho podstoupil další úpravy a modernizace, mj. instalaci teplovodního topení, tachografu atd. Přestavované vozy převážně pocházely ze zásob AČR. Vozy se zvnějšku téměř neliší od běžných V3S, pod svisle žebrovanou maskou přibyly dva horizontální oválné otvory.

## Varianty nástaveb
Praga V3S byla primárně určena pro armádu. Pro její potřeby vzniklo několik desítek modifikací. Základními provedeními byly valník a jednotná skříňová. Valník má celodřevěnou ložnou plochu se sklápěcími bočnicemi, s možností překrytí plachtou. Uveze 5000 kg na silnici a 3000 kg v terénu, nebo 22 vojáků. Jednotnou celoplechovou skříňovou nástavbu vyráběl n. p. Karosa Vysoké Mýto. Nástavba je na každé boční straně opatřena třemi čtvercovými okny se zatemňovacími okenicemi. Vzadu jsou dvoukřídlé dveře s okny. Vnitřní vybavení se lišilo podle konkrétní varianty, např. pojízdná dílna, ambulance, radiovůz, laboratoř atd.
Upravený podvozek Praga V3S používal samohybný 30mm protiletadlový dvojkanón vz. 53/59 s krycím názvem Ještěrka, vyvinutý v roce 1957 a využívaný armádami Československa, Jugoslávie i jejich nástupnických států.
Vozy V3S našly rozsáhlé využití i v civilní sféře. Kromě valníků patřily mezi nejdůležitější modifikace také sklápěče (jednostranné i třístranné), fekální vozy, autojeřáby (AD 060 a AD 080 s nosností 6 resp. 8 tun), hasičské vozy, oplenové vozy a další. Některé z těchto verzí také používala armáda, ale pouze v menších počtech. Některé civilní varianty, např. jeřáby a sklápěče, bývaly osazovány kabinou bez průlezu, případně bez vyklápěcích oken (podobně jako u souběžně vyráběného typu S5T).

některé vojenské varianty
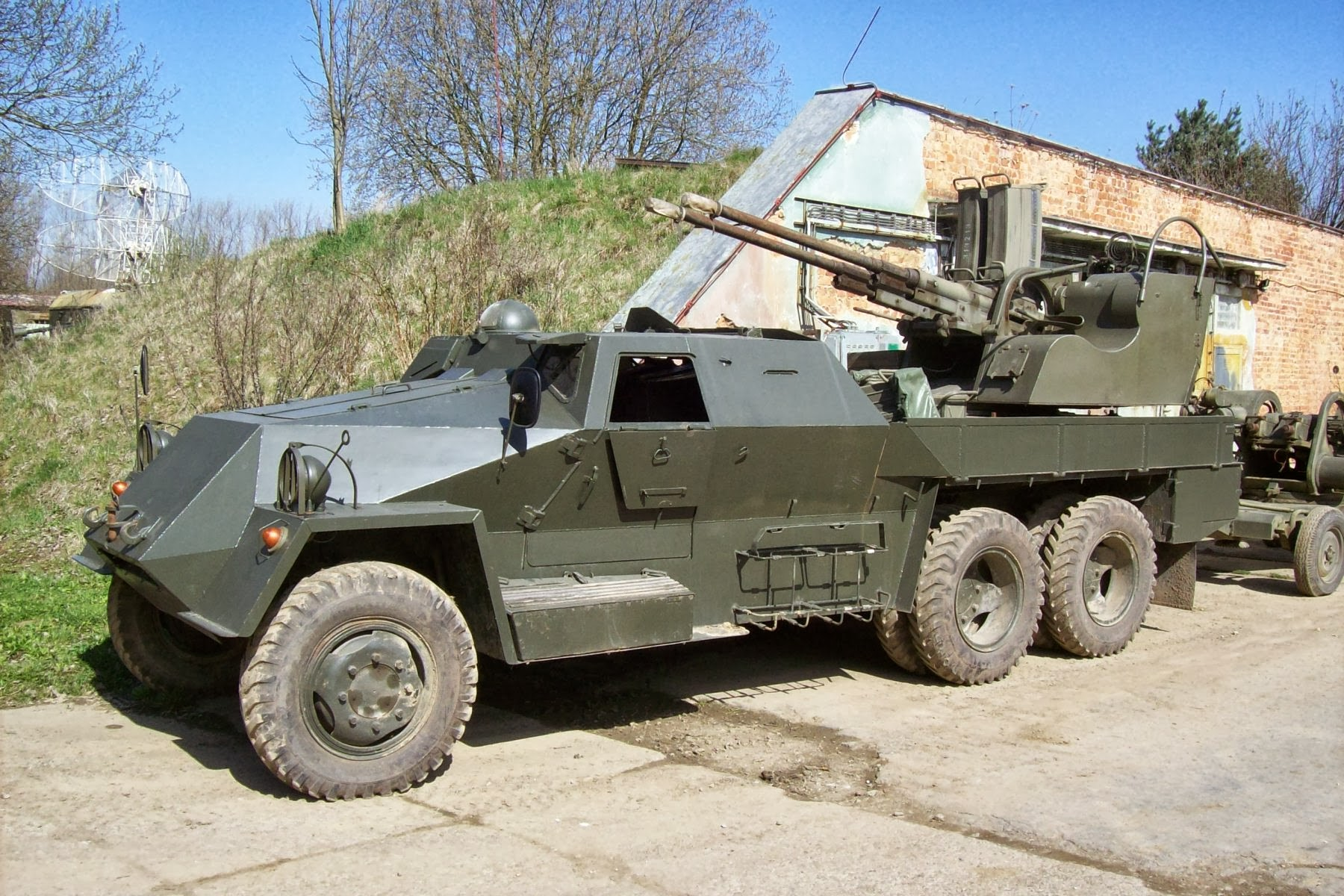
30mm PLdvK vz. 53/59
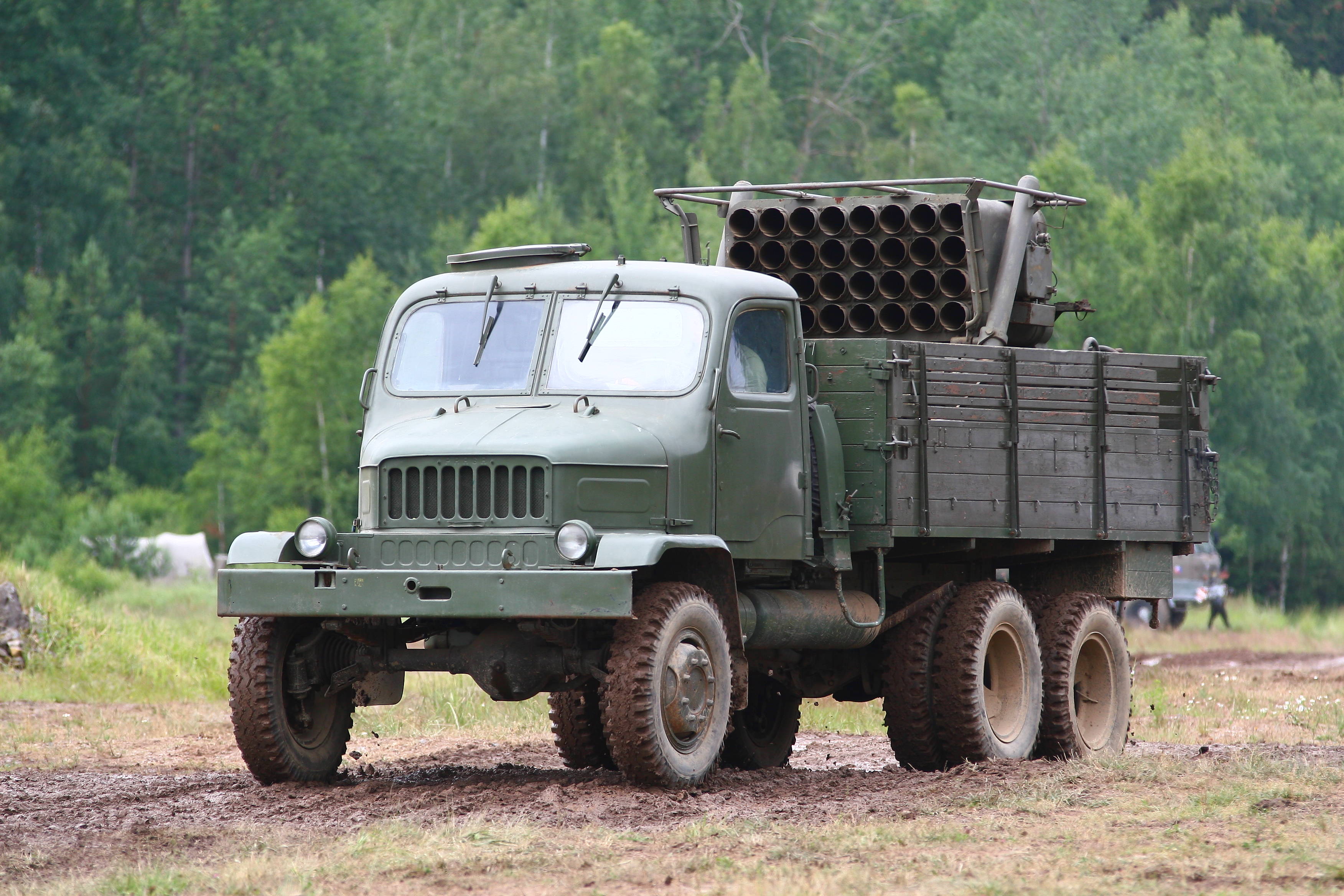
130mm raketomet vz. 51
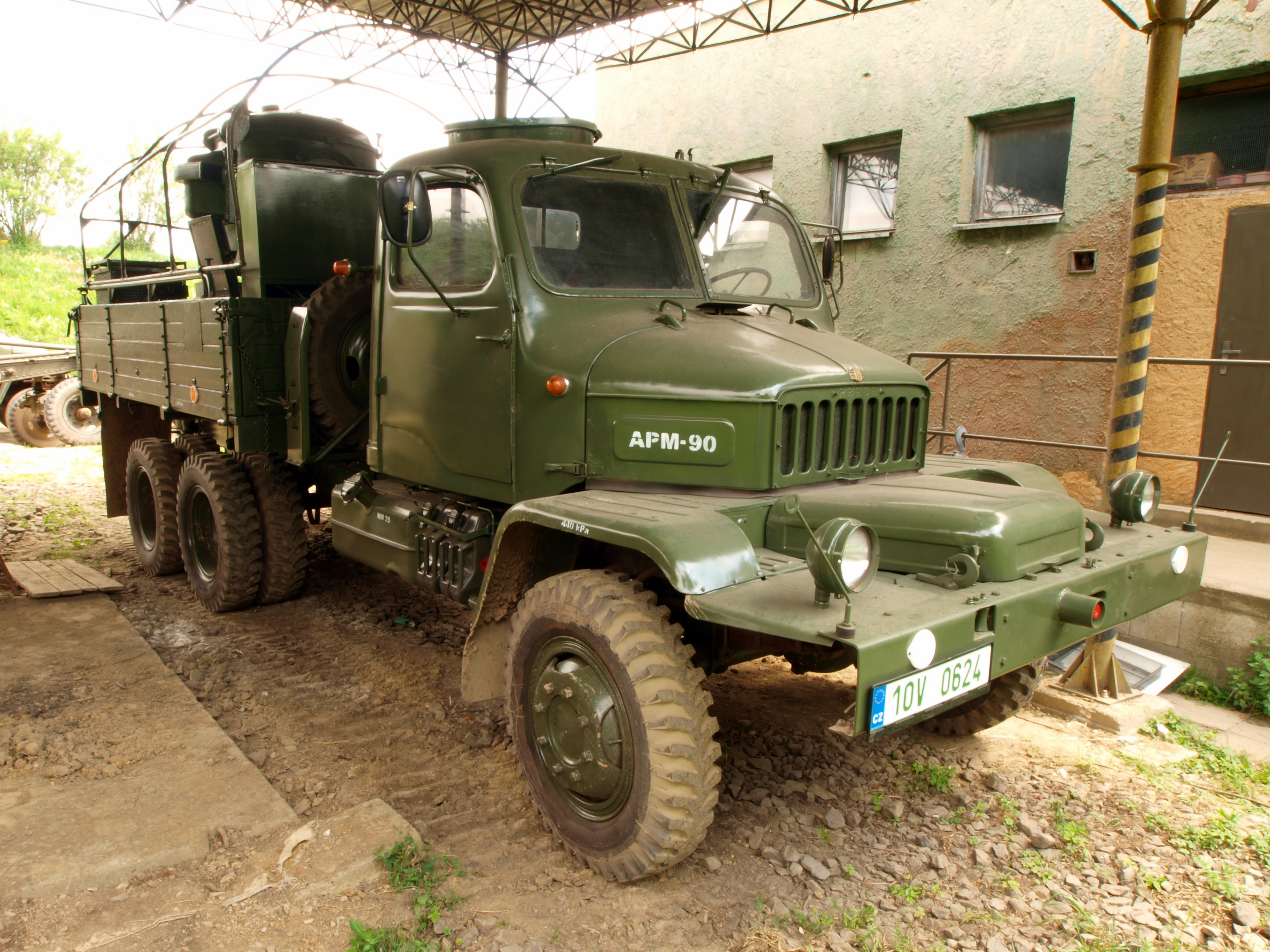
přistávací světlomet APM-90
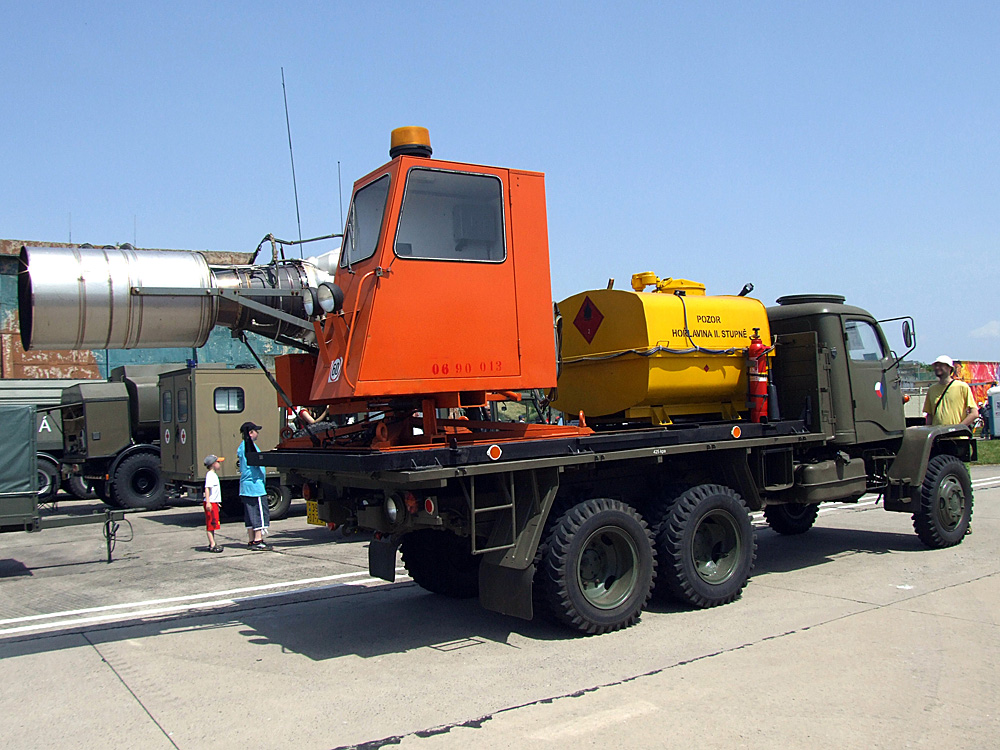
mobilní odmrazovací zařízení OZ-88
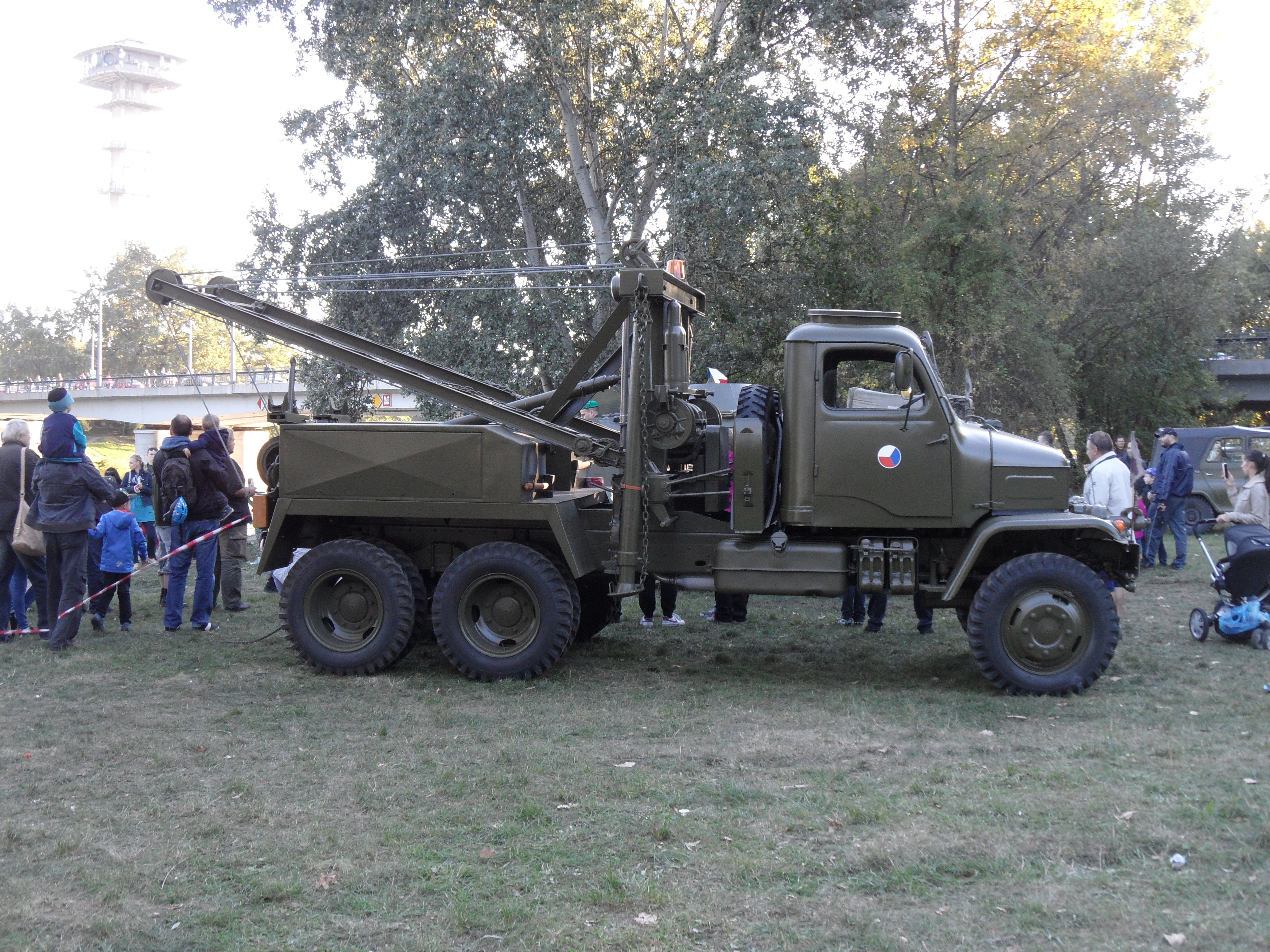
vyprošťovací automobil AV 3

některé civilní varianty
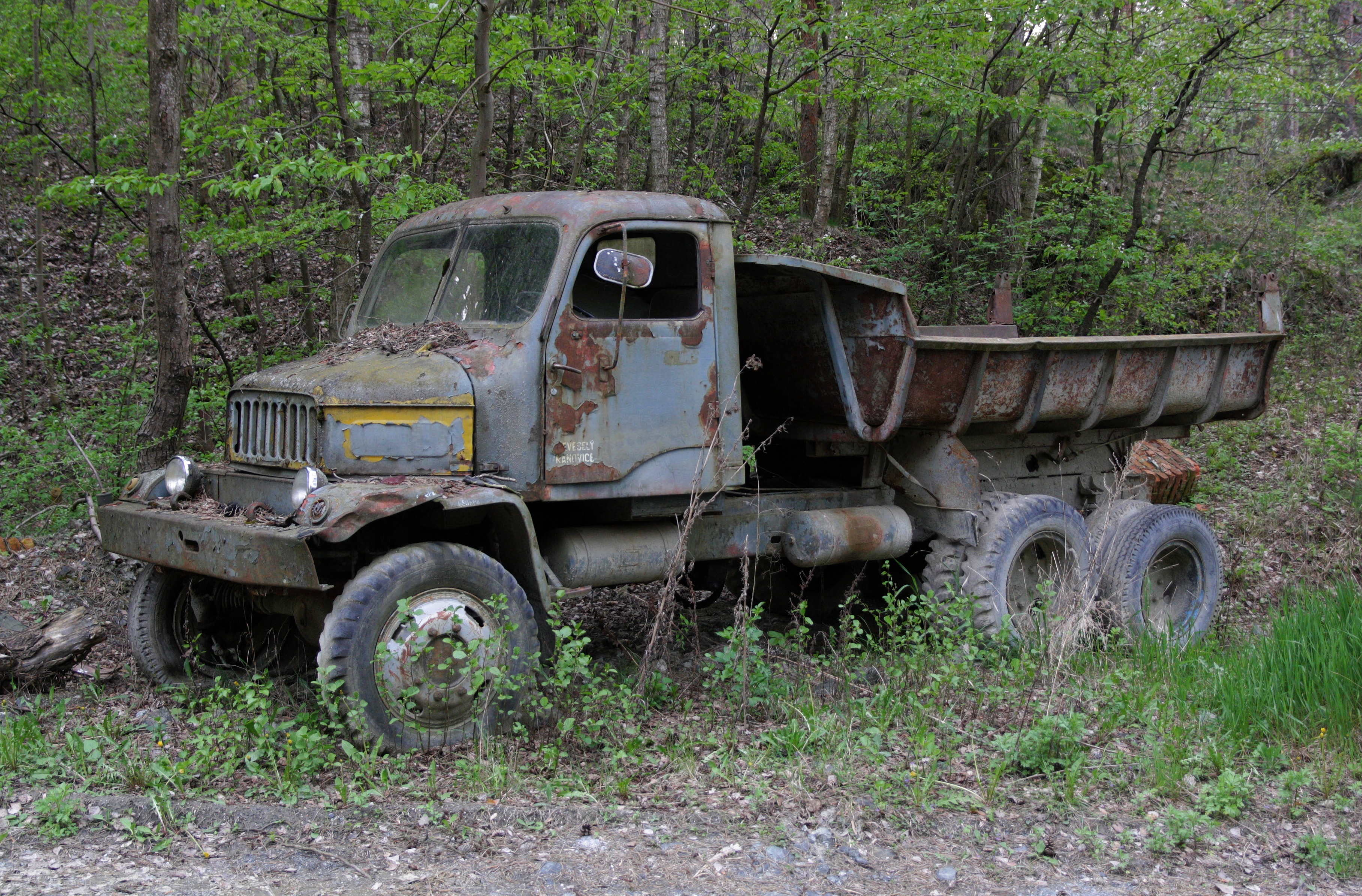
jednostranný sklápěč
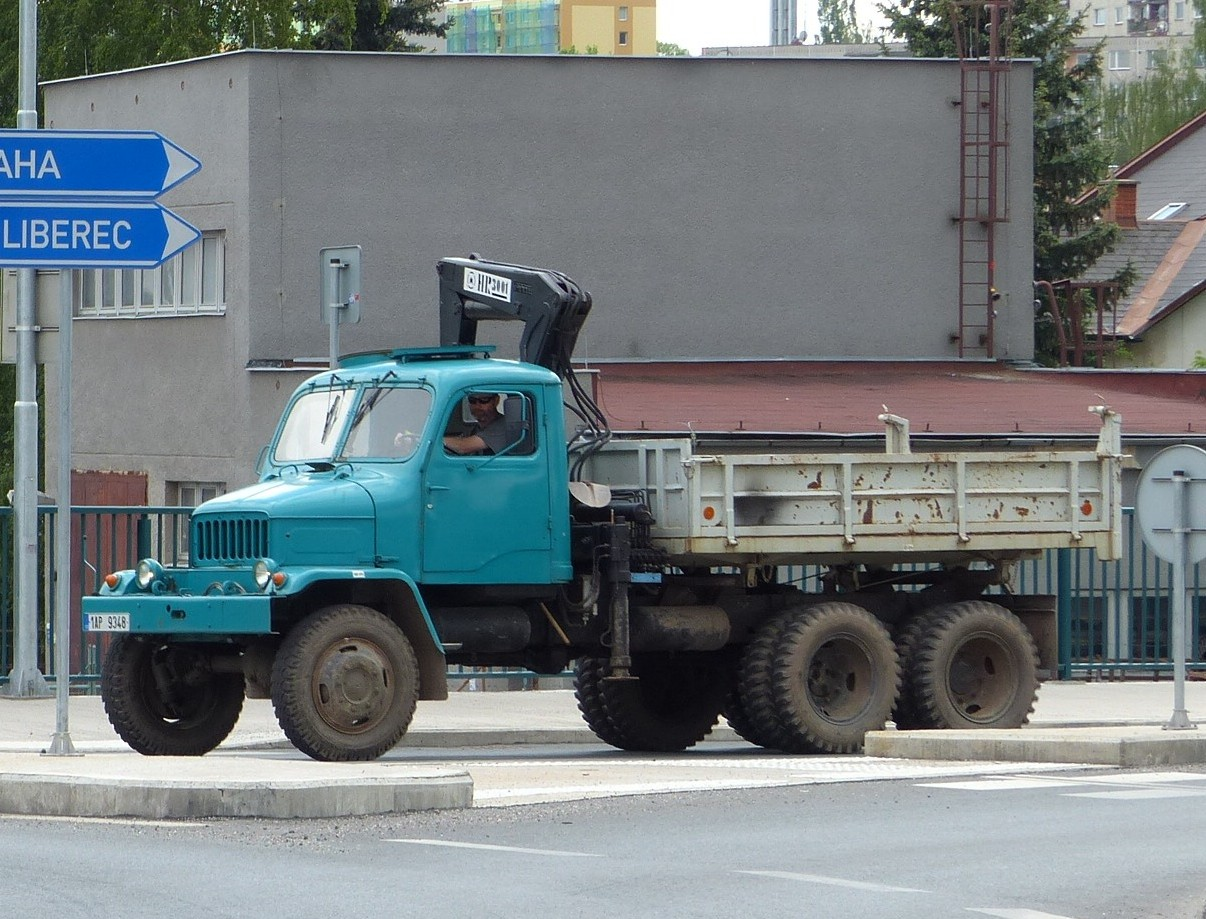
třístranný sklápěč s hydraulickou rukou
fekální vůz
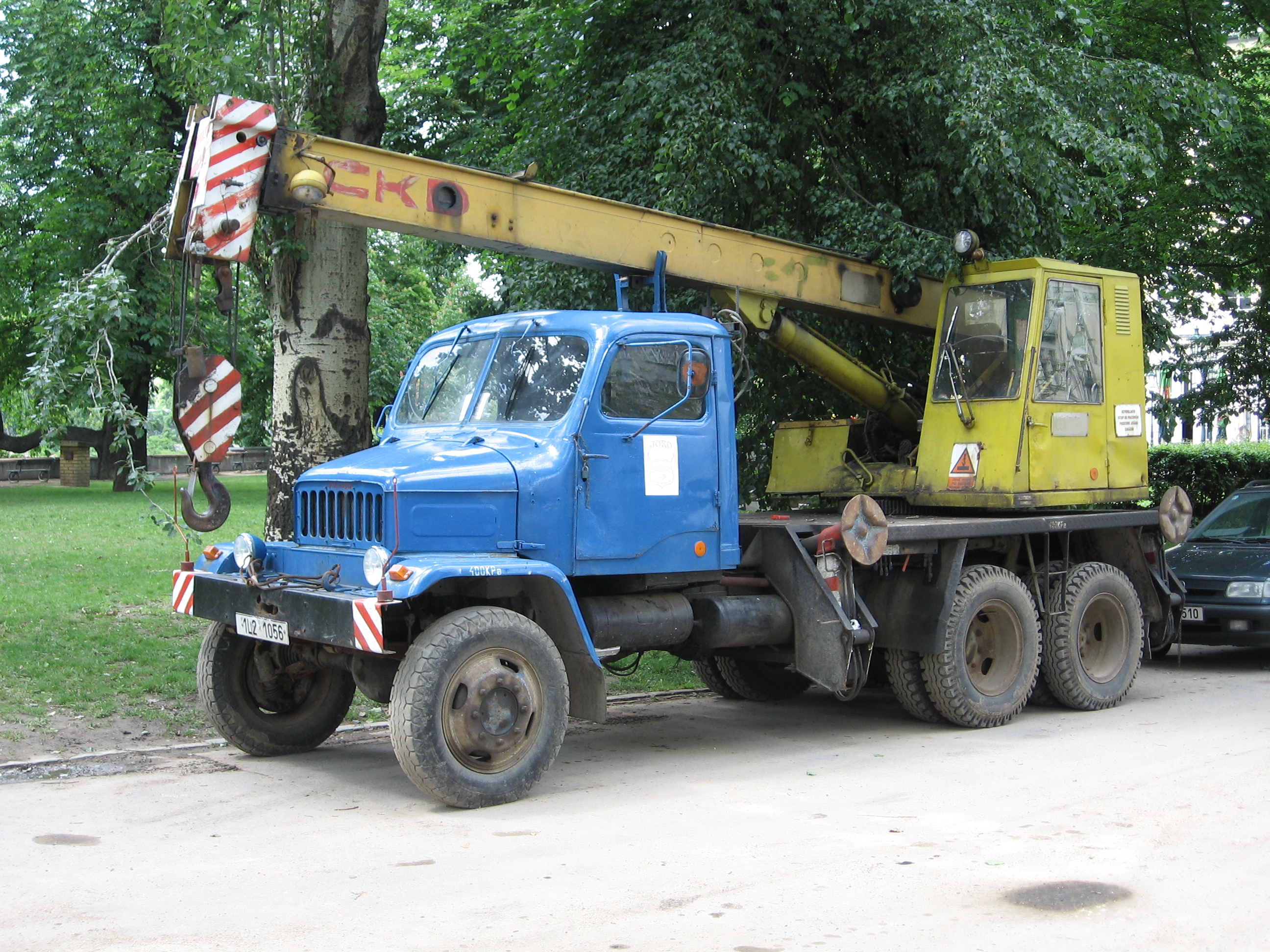
autojeřáb AD 080
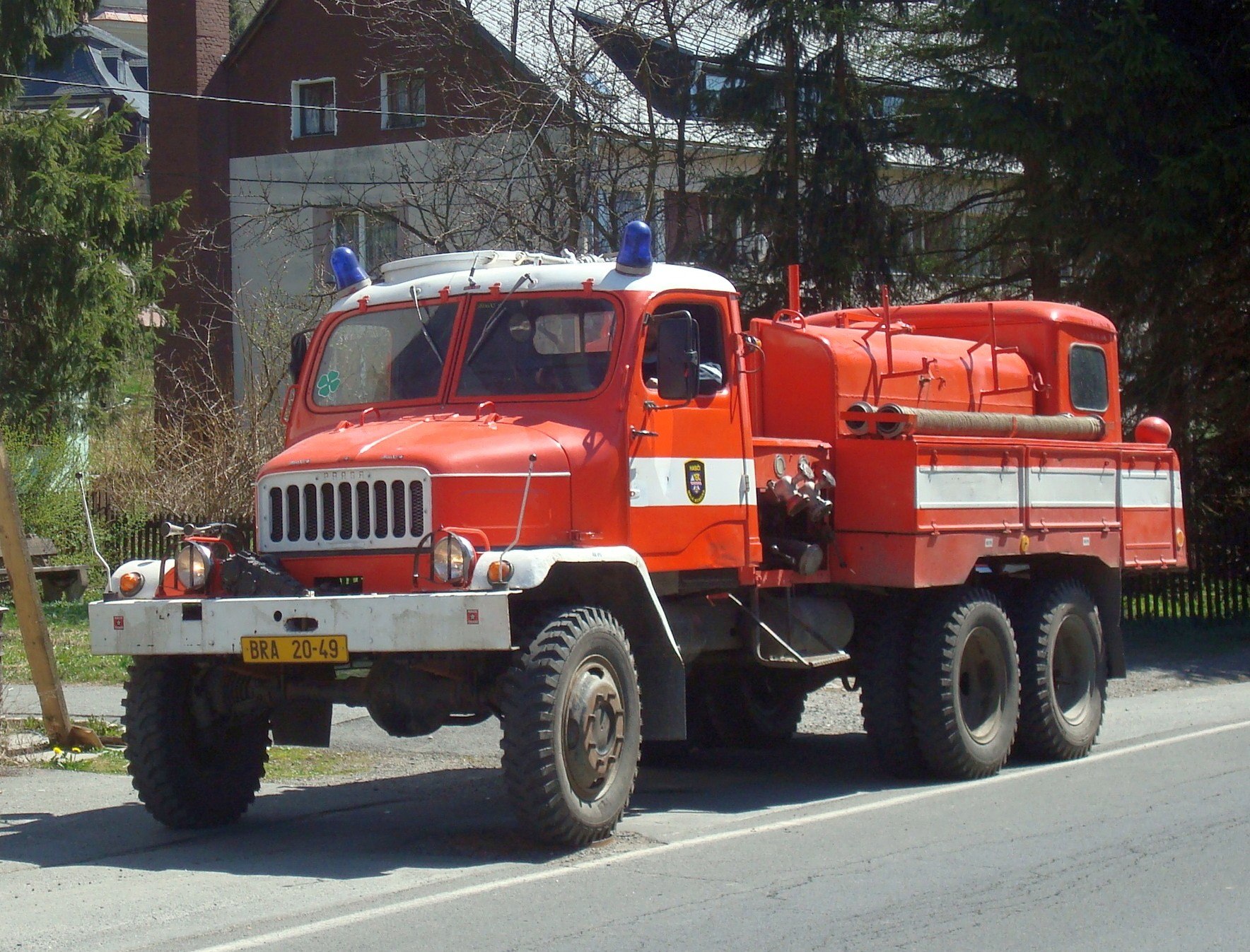
automobilová cisternová stříkačka ASC 16

## Služba v armádě a civilním sektoru

### Československá a česká armáda

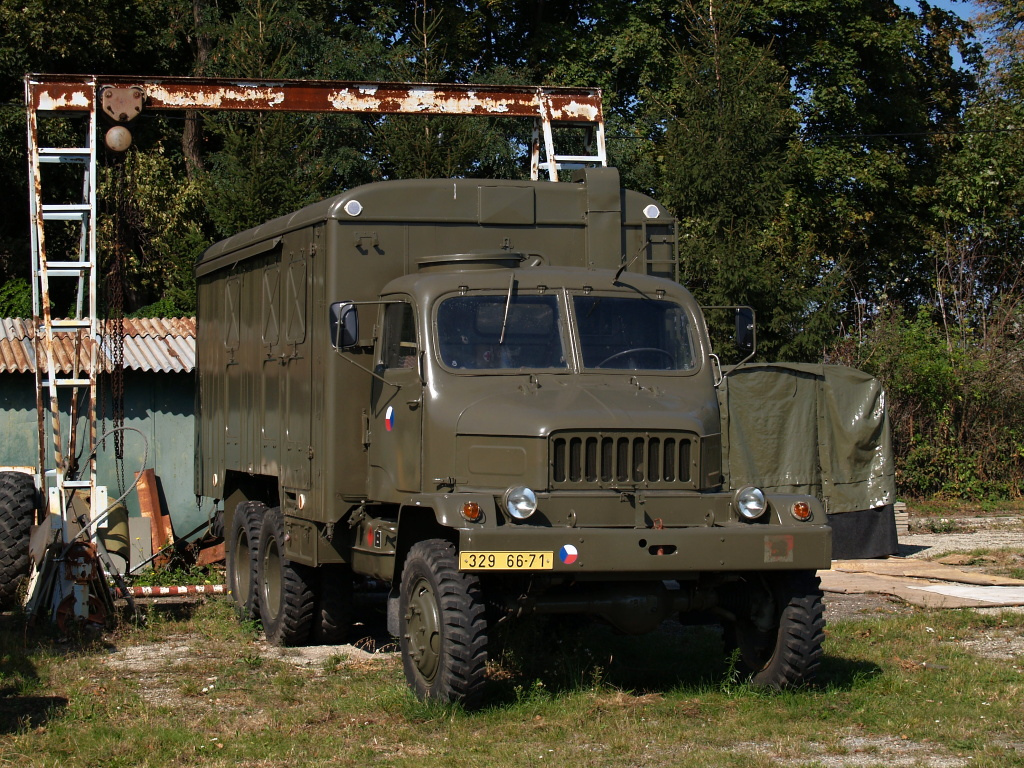
Skříňová Praga V3S české armády. Skříňové provedení bylo po valníku druhou nejrozšířenější verzí.

Vozy Praga V3S byly primárně určeny pro Československou lidovou armádu (ČSLA), kde byly zařazovány do služby od poloviny 50. let. Staly se univerzálním středním nákladním vozem ČSLA, která je využívala v desítkách modifikací (viz kapitola Varianty). Po vyřazení lehkého typu Tatra 805 přebraly Pragy V3S i jejich úkoly. Postupem doby armády vyvinula propracovaný systém výcviku řidičů a mechaniků a vytvořila systém norem pro údržbu a opravy vozů. Jednotné (dříve generální) opravy vozů Praga V3S prováděl Automobilní opravárenský závod Přelouč. Pokusy nahradit zastarávající vozy V3S zcela novými typy skončily nezdarem. Vyvíjené vozy AVIA S 430 (60. léta) a BAZ STA Devín (80. léta) zůstaly ve fázi prototypů. V 90. letech, po skončení studené války a rozdělení Československa prošla armáda velkou redukcí stavů, včetně automobilové techniky, hojně zastoupené právě vétřieskami. Několik vozů Praga V3S čs. a české armády se v 90. letech dočkalo nasazení v bojových podmínkách. Sloužily například ve stavu československého protichemického praporu během války v Zálivu nebo českého kontingentu mírových sil IFOR. V polovině 90. let firma Roudnické strojírny a slévárny představila vůz ROSS 210.12 6x6 VV, který se měl stát náhradou zastaralých vétřiesek české armády. Typ měl koncepci obdobnou vozu V3S, se žebřinovým rámem a tuhými portálovými nápravami, ale s trambusovou kabinou a motorem Renault. Vůz byl zaveden do výzbroje AČR, avšak velká očekávání o hromadné náhradě vozů V3S se nenaplnila, především z důvodu nedostatku financí, které armáda potřebovala na naléhavější přezbrojovací programy. Teprve od roku 2008 začaly být vozy V3S české armády postupně nahrazovány novou Tatrou 810, vyvinutou na základě vozu ROSS. K 1. lednu 2018 AČR stále provozovala 671 vozů Praga V3S.

### Civilní využití a export
Mnoho vozů Praga V3S také sloužilo a dosud slouží v civilním sektoru. Díky svým vlastnostem nacházely uplatnění především ve stavebnictví, lesnictví, těžebním průmyslu a podobně. Pro běžný silniční provoz se od počátku ukazovaly jako nehospodárné, proto byl pro tuto roli narychlo vyvinut odvozený typ Praga S5T, který s vozy V3S sdílel řadu komponent. V Česku bylo k 30. červnu 2019 v centrálním registru vozidel evidováno asi 5160 vozů Praga V3S, v převážné většině původního provedení.
Vozy Praga V3S se exportovaly například do Maďarska, Polska, Jugoslávie, Pákistánu, Vietnamu i některých západoevropských států. Do Německé demokratické republiky bylo údajně dovezeno asi 200 vozů, ve variantách sklápěč, skříňový dílenský a fekální. V Nizozemsku prodal importér PRANEDA (PRAga NEDerland Automobielen) během 60. let asi 400 vozů, především se sklápěčkovou nástavbou. Jejich výhodami na zdejším trhu byla nízká cena a dobré terénní vlastnosti. Dovozce také nabízel instalaci silnějších motorů Ford nebo DAF.
Praga V3S jako nosič československého 130mm raketometu vz. 51 se vyvážela do Egypta, Sýrie, Indonésie, Kuby a Bulharska, v celkovém počtu přes 130 kusů. Egypt v polovině 50. let obdržel v rámci velkých dodávek československého zbrojního materiálu asi 36 raketometů. Bojově je nasadil během druhé arabsko-izraelské války a šestidenní války, kdy jich několik (minimálně dva) ukořistil Izrael.

#### Expedice
Automobil V3S se skříňovou nástavbou byl použit jako expediční vozidlo při řadě československých expedic. Například:
- 1956 Reklamní cesta firmy Motokov do Mongolska a Tibetu. Tato cesta byla připomenuta i československou poštovní známkou z roku 1958[49][nenalezeno v uvedeném zdroji]
- 1969 Expedice Rembaranka v Austrálii[50]
- 1970 Olomoucká horolezecká expedice Pákistán – pohoří Karákóram[51]
- 1970 Československo-Íránská entomologická expedice[52]
- 1973 Druhá přírodovědecká expedice Národního muzea v Praze do Íránu, únor–červenec 1973[53]
- 2009 Projekt Praga-Haiti[54]

## Technický popis

### Motor a převodovka

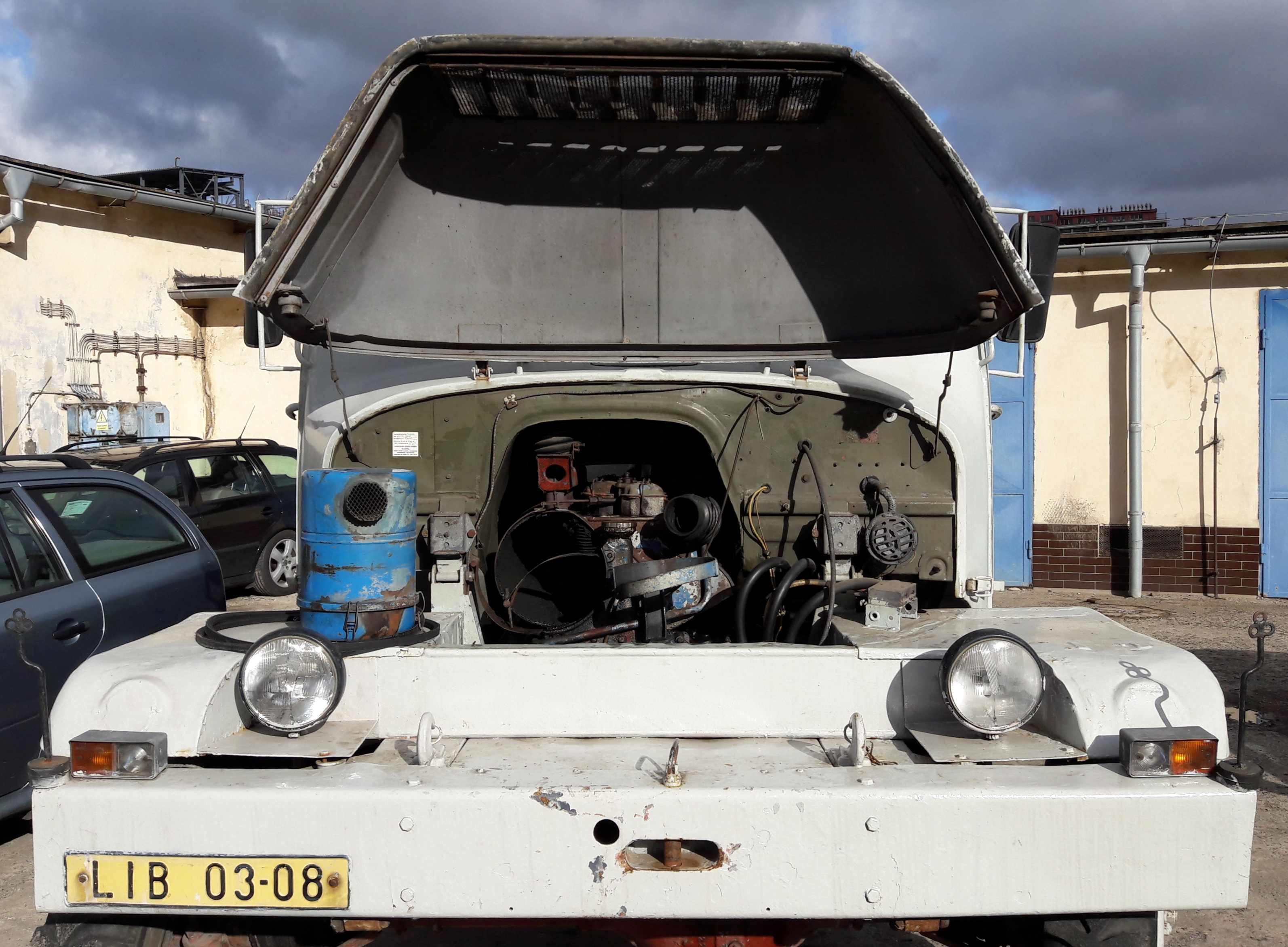
Otevřená kapota vozu V3S. Motor má demontovaný ventilátor a čistič vzduchu. Hrnec čističe je na blatníku.

Motor T 912 je čtyřdobý vznětový řadový šestiválec s ventilovým rozvodem OHV, umístěný podélně za přední nápravou. Pohonná jednotka je konstrukce Tatra, odvozená z vidlicového dvanáctiválce T 103 původem z vozu Tatra 111. Je vybavena přímým vstřikem paliva. Jednotlivé válce opatřené chladicími žebry a snímatelnými hlavami jsou přišroubovány ke klikové skříni. Kliková hřídel je dělená (7 částí) a uložená v sedmi válečkových ložiskách. Písty jsou z hlíníkokřemičité slitiny, opatřené 5 (T912) resp. 4 (T-912-4) pístními kroužky. Mazání je tlakové oběžné. Chlazení motoru je nucené vzduchové, pomocí axiálního ventilátoru poháněného dvěma klínovými řemeny od klikové hřídele.
Tabulka technických parametrů motorů T 912, T 912-4 a T 912-5:
| Typ motoru                | T 912                           | T 912-4                        | T 912-5                        |
| ------------------------- | ------------------------------- | ------------------------------ | ------------------------------ |
| Zdvihový objem            | 7412 cm³                        | 8100 cm³                       | 8100 cm³                       |
| Vrtání                    | 110 mm                          | 115 mm                         | 115 mm                         |
| Zdvih                     | 130 mm                          | 130 mm                         | 130 mm                         |
| Kompresní poměr           | 16,5:1                          | 16,5:1                         | 16,5:1                         |
| Maximální výkon           | 72,1 kW (98 k) při 2100 ot./min | 88 kW (120 k) při 2100 ot./min | 88 kW (120 k) při 2100 ot./min |
| Maximální krouticí moment | 353 Nm při 1400 ot./min         | 452 Nm při 1400 ot./min        | 452 Nm při 1400 ot./min        |
| Trvalý výkon              | 44,1 kW (60 k) při 1600 ot./min | neuvedeno                      | neuvedeno                      |
| Volnoběžné otáčky         | 500 ot./min                     | 500 ot./min                    | 500 ot./min                    |
| Měrná spotřeba paliva     | 247 g/kW·h                      | 240 g/kW·h                     | 240 g/kW·h                     |
| Suchá hmotnost motoru     | 630 kg                          | 665 kg                         | 665 kg                         |

Spojka je suchá jednokotoučová. Hlavní převodovka je mechanická čtyřstupňová se zpátečkou, bez synchronizace. Čtvrtý stupeň je přímý záběr. Za hlavní převodovkou se nachází dvojstupňová přídavná redukční a rozdělovací převodovka, řazená mechanicky. Umožňuje zařazení terénního stupně, pohonu přední nápravy a pohonu navijáku. Z přídavné převodovky vycházejí samostatné kloubové hřídele pro všechny nápravy a hřídel pro pohon navijáku (je-li ve výbavě).

### Podvozek

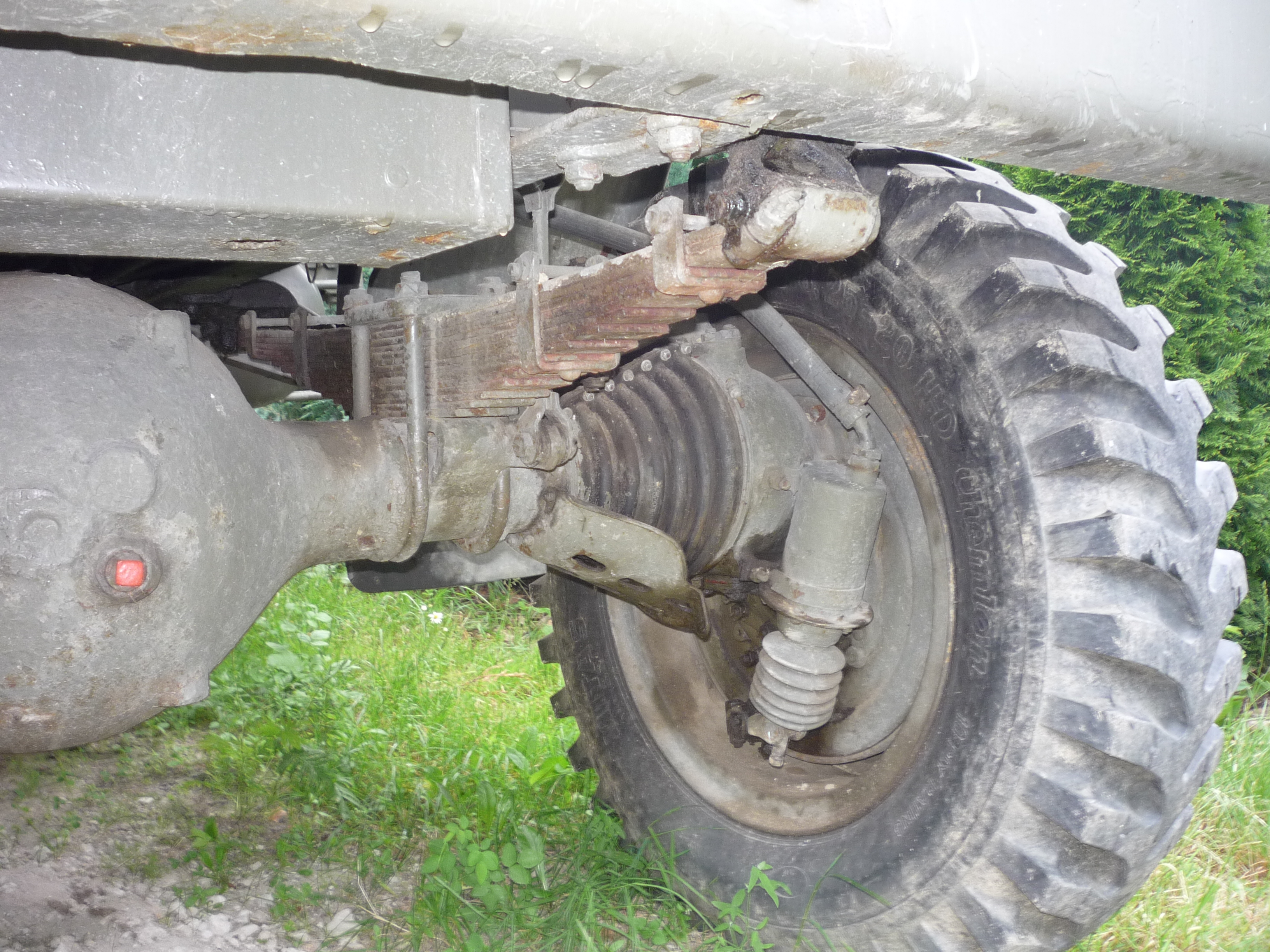
Pohled na přední nápravu V3S

Podvozkový rám je pružný žebřinový, tvořený ocelovými U profily. Ty jsou propojené a vyztužené příčkami profilu L, spojenými nýtováním. Na rámu vpravo pod budkou řidiče má místo palivová nádrž na 120 l. Na rámu je uložena přední řídící a dvě zadní nápravy. Rozvor náprav je 3 580 + 1 120 mm U některých vozidel je za zadními nápravami na rámu umístěn bubnový naviják se šnekovým převodem, poháněný kloubovým hřídelem z přídavné převodovky. Naviják disponuje tažnou silou 29,4 kN.
Nápravy jsou tuhé, mostové. Most je tvořen ocelolitinovou skříní s nalisovanými a zavařenými trubkami pro hnací poloosy. Ve skříni nápravy je kuželová rozvodovka a diferenciál, s mechanicky ovládanou uzávěrkou. Konce mostu nápravy nesou čelní kolové redukce. Přední náprava je řiditelná, bez uzávěrky diferenciálu a s vypínatelným pohonem.
Zadní nápravy jsou opatřené dvojmontáží kol a odpružené dvěma podélnými půleliptickými listovými pružinami, zavěšenými vahadlově na čepu rámu. Každá je uložena a vedena třemi podélnými výkyvnými rameny. Přední náprava je vedená a odpružená dvěma podélnými půleliptickými listovými pružinami s hydraulickými pákovými nebo teleskopickými (M2) tlumiči. Řízení tvoří globoidní šnek a kladka.
Provozní brzda je tlakovzdušná jednookruhová nebo dvouokruhová (M2), s brzdovými bubny na všech kolech. Vzduch dodává pohotovostní vzduchojem o objemu 40 l a zásobní vzduchojem stejného objemu. Verze M2 má jediný 40 litrový vzduchojem, doplněný 3 menšími vzduchojemy (20 l, 2×12 l). Parkovací brzda působí na buben za přídavnou převodovkou.
Kola jsou ocelová disková s plochým ráfkem rozměru 5,00 S-20. Ráfky jsou standardně opatřeny pneumatikami rozměru 8,25-20 HD 10PR s šípovým vzorkem. Celkový počet kol je 10 + 2 náhradní.

### Elektrická výzbroj

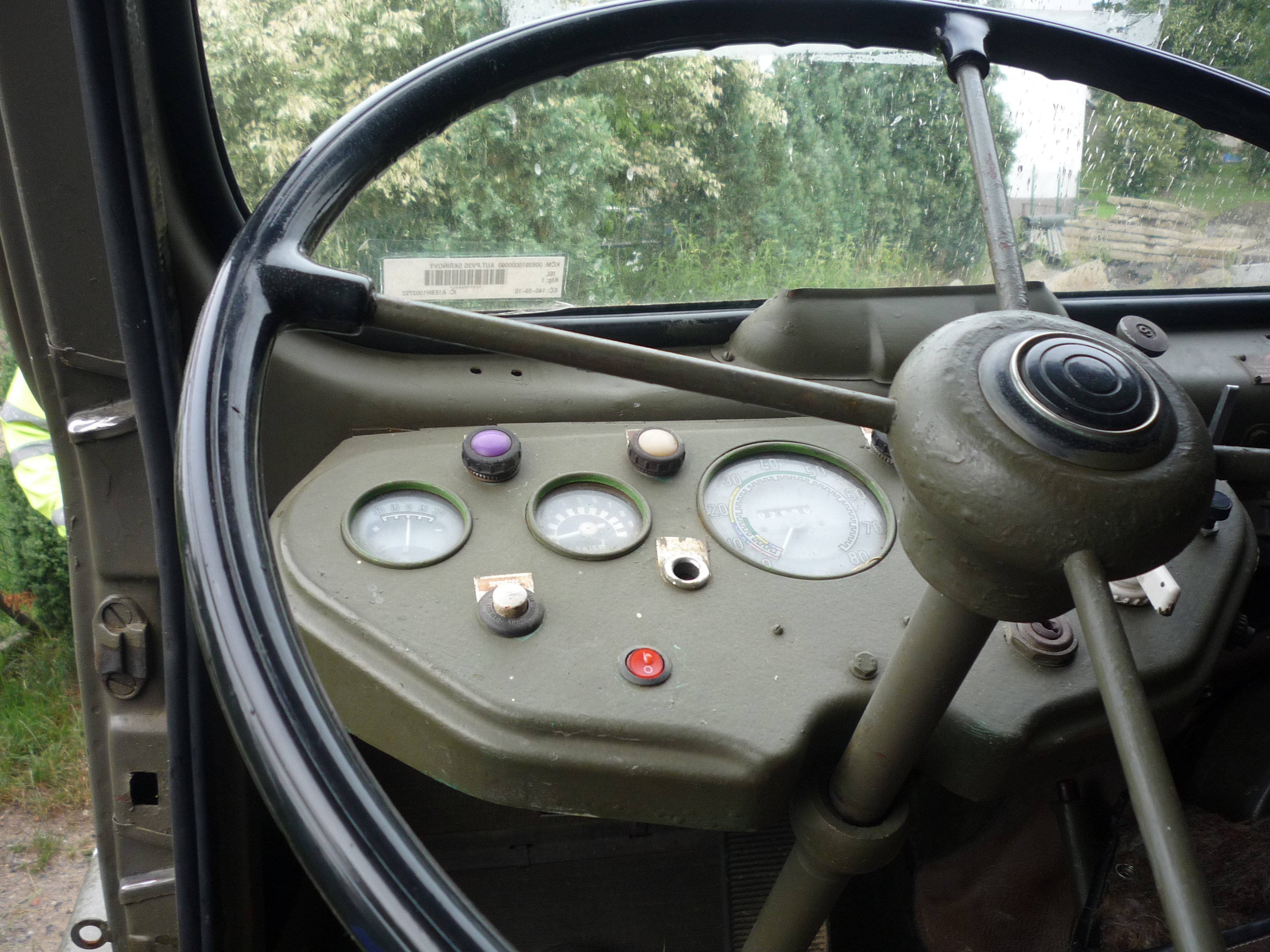
Přístrojová deska

Vozy původní verze V3S a V3S M1 mají elektrickou soustavu o napětí 12 V. Zdrojem energie je 300W dynamo s napětím 12 V, poháněné dvěma klínovými řemeny (společně s větráky chlazení). Dynamo dobíjí dva akumulátory po 105 Ah nebo 125 Ah (M1). Verze M2 používá elektrickou soustavu 24 V, s alternátorem 28 V/27 A, napájejícím dvě baterie po 125 Ah. Spouštěč motoru všech verzí má napětí 24 V a výkon 5,9 kW (8 k), při startu je napájen akumulátory zapojenými do série.

### Kabina
Kabina je celokovová svařovaná, se dvěma místy pro řidiče a spolujezdce. Nad sedadlem spolujezdce je kruhový pozorovací průlez s poklopem. Kabina je na rámu pružně uložena na čtyřech bodech a je sklopná dopředu. Přední okno je dvoudílné šípové, s každým dílem samostatně výklopným (verze M1 a M2 mají pevné zasklení). V zadní stěně kabiny se nachází okénko s posuvným zasklením. Kabina je vybavena teplovzdušným vytápěním.

### Tabulka technických dat
Údaje platí pro valník.
| Verze                                                     | V3S              | V3S M1           | V3S M2           |
| --------------------------------------------------------- | ---------------- | ---------------- | ---------------- |
| Motor                                                     | T 912            | T 912-4          | T 912-5          |
| Hmotnost podvozku s kabinou                               | 4485 kg          | 4750 kg          | 4910 kg          |
| Pohotovostní hmotnost valníku                             | 5350 kg          | 5740 kg          | 5850 kg          |
| Užitečná hmotnost (silnice / terén)                       | 5000 / 3000 kg   | 5500 / 3500 kg   | 5500 / 3500 kg   |
| Celková hmotnost (silnice / terén)                        | 10 900 / 8650 kg | 11 240 / 9240 kg | 11 350 / 9350 kg |
| Největší hmotnost přívěsu (silnice / terén)               | 5500 / 3100 kg   | 6000 / 4500 kg   | 6000 / 4500 kg   |
| Rozvor náprav                                             | 3580 + 1120 mm   | 3580 + 1120 mm   | 3580 + 1120 mm   |
| Rozchod kol vpředu                                        | 1870 mm          | 1870 mm          | 1870 mm          |
| Rozchod kol vzadu                                         | 1755 mm          | 1755 mm          | 1755 mm          |
| Největší délka                                            | 6910 mm          | 6910 mm          | 6910 mm          |
| Největší šířka                                            | 2320 mm          | 2320 mm          | 2320 mm          |
| Největší výška nezatíženého vozu                          | 2510 mm          | 2530 mm          | 2530 mm          |
| Světlá výška                                              | 400 mm           | 400 mm           | 400 mm           |
| Maximální stoupavost při plném zatížení (silnice / terén) | 75 %             | 75 %             | 75 %             |
| Maximální stoupavost s přívěsem (silnice / terén)         | 37 / 60 %        | 47,5 / 66,5 %    | 47 / 66,5 %      |
| Nejvyšší konstrukční rychlost                             | 60 km/h          | 75 km/h          | 75 km/h          |
| Základní spotřeba paliva plně zatíženého vozu             | 26 l /100 km     | 26,5 l /100 km   | 23 l /100 km     |